# Лакшми
Ла́кшми (санскр. लक्ष्मी, IAST: Lakṣmī — «счастье») — богиня благополучия, изобилия, процветания, богатства, удачи и счастья в индуизме. Она — воплощение грации, красоты и обаяния. Лакшми является супругой Вишну и олицетворяет его энергию. Вайшнавы считают, что поклонение Лакшми защитит их от мирских несчастий и бедности. Лакшми обещала своему супругу, что, где бы он ни был в трёх мирах, она всегда будет рядом с ним. В земных воплощениях она замужем за аватарой Ваманой (как Падма или Камала), Рамой (как Сита) и Кришной (как Радха, а позже Рукмини). Лакшми иногда именуют «Шри» (Sri, «процветание», «счастье», «слава»), хотя в раннем вайшнавизме Шри, по всей видимости, была отдельной богиней, чей образ позже слился с Лакшми.
В иконографии Лакшми изображается сидящей или стоящей на цветке лотоса. У неё белая или золотистая кожа и четыре руки. В двух из них она держит лотосы, а другими показывает мудры (жесты руками), благословляющие счастьем и процветанием. Традиционно Лакшми изображают в сопровождении двух небесных слонов, из чьих хоботов бьют фонтаны воды (образ именуется «Гаджа-Лакшми» или Лакшми со слонами). Вместе с Вишну Лакшми изображается с двумя руками, которыми она массирует стопы мужа, или же сидящей у него на коленях, или возле ног своего супруга. Когда Вишну предстаёт Яджна-пурушей (Yagna-purusha) или Богом жертвоприношения, Лакшми является Дакшиной (Dakshina), Богиней жертвы.
Лакшми являлась важным женским божеством, которой поклонялись в джайнизме. В прошлом Лакшми была богиней изобилия и процветания в буддизме. В буддистских сектах Тибета, Непала и Юго-Восточной Азии роль Лакшми играет богиня Васудхара.
С Лакшми ассоциируются символ свастики, сладкая еда, нут (горошек) и пятница, когда богине проводят пуджу. Индийский праздник огней, известный как Дивали или Дипавали, отмечается в октябре или ноябре и посвящён Лакшми. Почитатели Лакшми предлагают богине пищу, деньги, одежду и драгоценности. Женщины украшают дом зажжёнными лампами, светильниками и символами Лакшми, мужчины играют на деньги, поскольку Лакшми — богиня удачи. В современном индийском обществе символ «Шри» на санскрите используется в качестве благоприятной эмблемы на зданиях, книгах, продукции и пр. Почётную приставку «Шри» добавляют к именам выдающихся людей, она также используется для такого уважительного обозначения, как «господин».

## Происхождение
Культ лотосовой богини плодородия с цветком лотоса в руке или в волосах был широко распространён в земледельческих культурах Древней Индии. Лотосовые богини были излюбленными божествами среди женщин, они фигурировали как в ритуалах, так и в ритуализованном быту. В изобразительном искусстве и, в меньшей степени, в письменных текстах известны композиции с лотосовой богиней, сидящей на коленях мужского божества или обнимающей его стопы. В последующем образ унаследовала вайшнавская иконография, где Вишну сопровождают его «лотосовые» жёны Падма, Лакшми и Шри.
Лакшми и Шри как две разные богини появляются в поздней ведийской литературе Яджурведы и, по-видимому, заимствованы из доарийского культа. Лакшми, вероятно, была богиней богатства и счастливых предзнаменований, а Шри — богиней плодородия и изобилия. Два образа начинают сливаться в эпоху Упанишад. Однако в Махабхарате сохраняется некоторое различие между Лакшми и Шри как двумя ипостасями одной богини.
Согласно самому распространённому представлению, Лакшми — супруга Вишну. В мифологии Вишну Лакшми рассматривается как его жена, а также персонификация золотого лотоса, вырастающего из космического тела Вишну и отождествляемого со Вселенной. В древнейших текстах, Махабхарате и некоторых Пуранах, Лакшми ассоциируется с Праджапати, Брахмой, Куберой, Дхармой, Индрой. В Махабхарате (Книга I, Текст 189) воплощением Лакшми считается Драупади. Это дочь царя племени панчалов и жена братьев-пандавов. Кроме того, в Махабхарате, а также в Маркандейя-пуране Драупади отождествляется с земным воплощением богини Шри.
В дополнении к Махабхарате, Хариванше (Текст 200), бог любви Кама-дева назван сыном Лакшми и Дхармы. Иногда Лакшми отождествляется с Сарасвати, богиней мудрости. Однако в некоторых текстах Лакшми и Сарасвати — две соперничающие между собой жены бога Брахмы. В результате слияния образов Вишну и бога Солнца Сурьи Лакшми почитается как жена Сурьи.
Существует несколько мифов о рождении Лакшми. Согласно одному из них, Лакшми — дочь мудреца Бхригу и Кхьяти. Согласно другому, когда боги и асуры пахтали молочный океан (см. ), Лакшми родилась из вод с лотосом в руках (или сидя на лотосе). По иным представлениям Лакшми возникла в начале творения, всплыв из первозданных вод на цветке лотоса. Её лотосовые атрибуты объясняют эпитеты Лакшми: «Падма» или «Камала» («лотосная»). В числе других её популярных имён значатся Индира («прекрасная» или «могущественная»), Чанчала и Лола («непостоянная»), Локамата («мать мира»).
Пара Лакшми-Нараяна олицетворяет главные космические начала и стихии бытия. В позднем вайшнавизме Лакшми почитается как шакти (энергия) Вишну. Она сопровождает Вишну во всех аватарах, воплощаясь в его земную супругу. В частности, Сита рассматривается как аватара Лакшми. Первоначально Сита считалась супругой Индры (в его ипостаси бога дождя Парджаньи). В эпическом конфликте между Рамой и Раваной из-за Ситы просматриваются следы ведийского мифа об Индре и Вритре и шире — календарной, или земледельческой, мифологии. В некоторых кришнаитских традициях Радху почитают как воплощение Лакшми. Другие традиции считают воплощением Лакшми первую супругу Кришны — Рукмини. Синкретизм и концепция аватар сводят на «нет» мифологические различия. Любые женские ипостаси, сопровождающие Бога, отождествляются с универсальной женским воплощением:

Вначале Шри родилась от Бхригу и Кхьяти, а (затем) вновь родилась из океана, когда боги и данавы усердно пахтали нектар бессмертия. Подобно тому, как Хозяин мира, царь богов Джанардана рождается (в образах различных) аватар, так и его подруга Шри. Когда Хари был сыном Адити, она была рождена из лотоса; когда он был (рожден) как Рама из рода Бхригу, она была Дхарани. Он был рожден как Рагхава, она — как Сита; когда он был (рожден как) Кришна, она была (рождена как) Рукмини, и в других аватарах Вишну она была его подругой. Какое обличье ни принимал Вишну, — божественное или человеческое, она также принимала соответствующий ему образ.
— Вишну-пурана, Книга I, Глава IX

Лакшми сопровождает рождение Вишну в земных воплощениях как его супруга
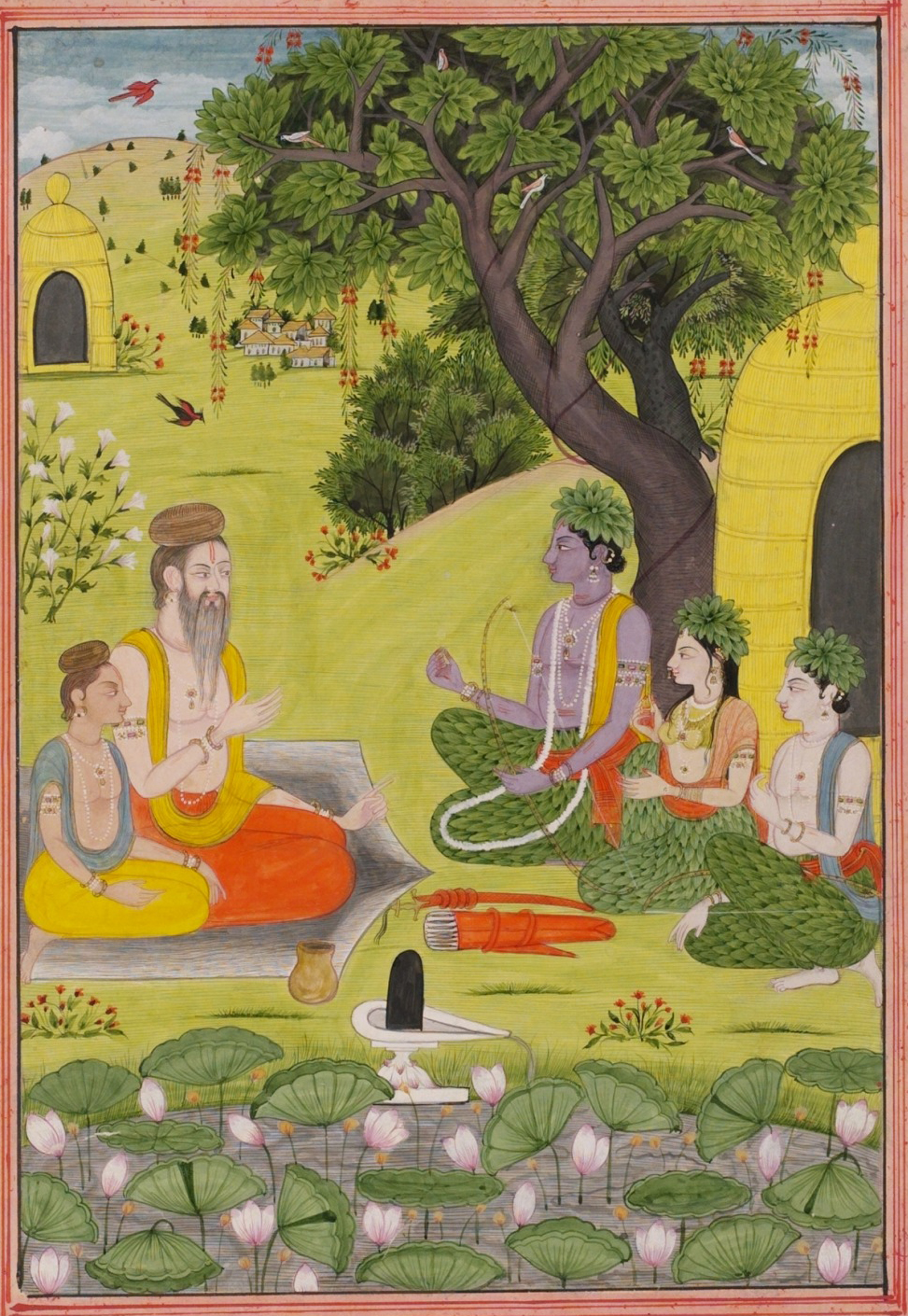
Рама, Сита и Лакшмана в хижине отшельника, индийская миниатюрная акварель, 1830-е годы, Пенджаб
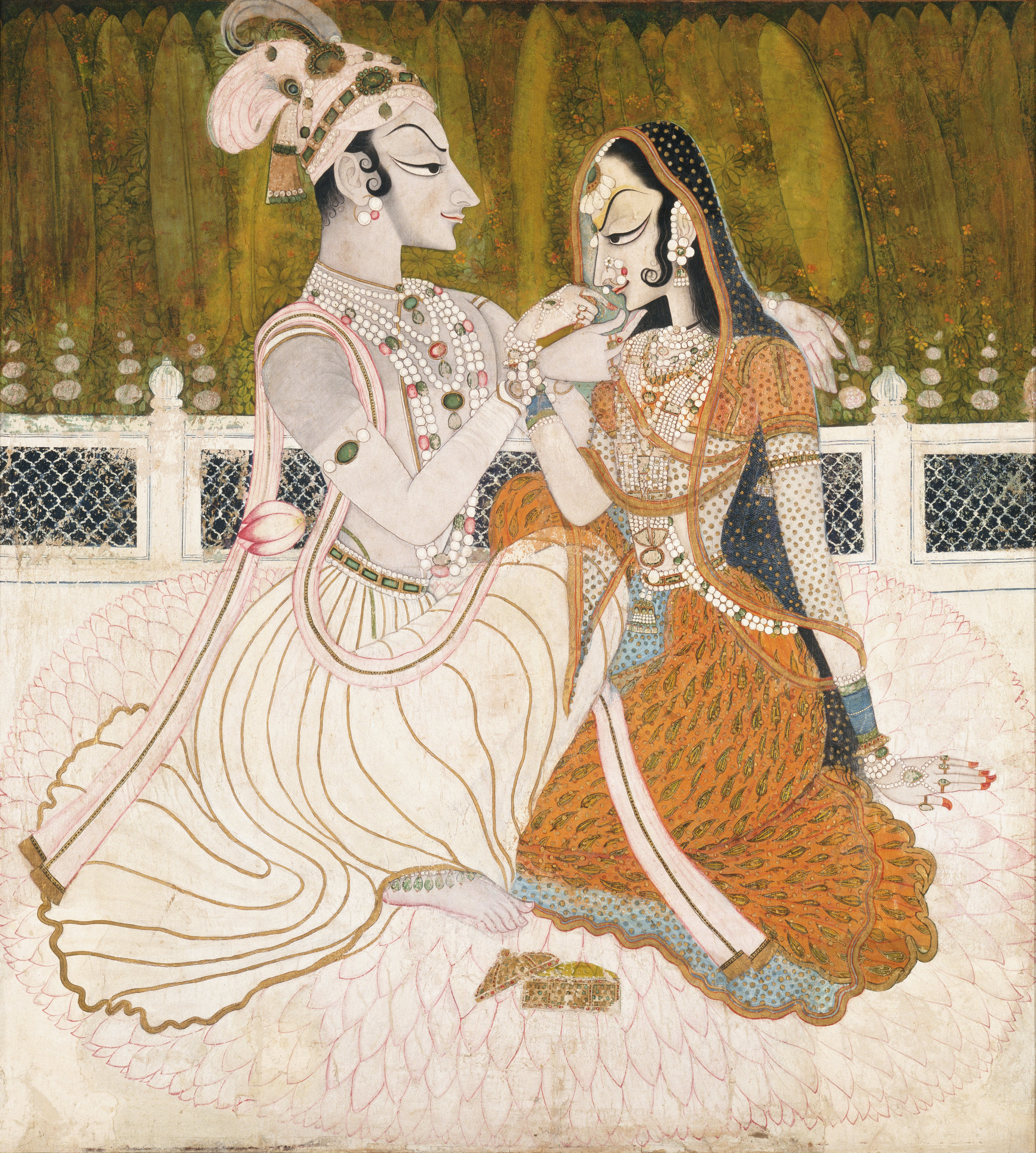
Кришна и Радха, индийская миниатюрная акварель, 1750-е годы, собрание Художественного музея Филадельфии
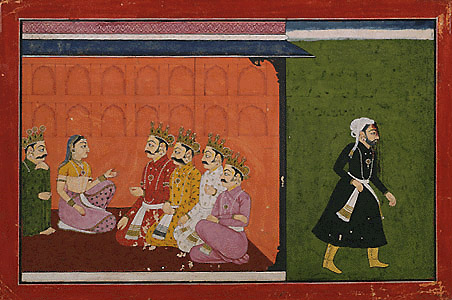
Драупади, частичное воплощение Лакшми, в окружении своих пяти супругов-пандавов. Иллюстрация к Махабхарате, Индия, Пенджаб, 1730 год

## Рождение Лакшми из вод молочного океана
Появление Лакшми описывает Вишну-пурана, хотя варианты предания можно найти также в Рамаяне и Махабхарате. В Вишну-пуране изложены мифы о Вишну, а также о его супруге Лакшми. В Вишну-пуране содержится космогонический миф о происхождении творения. История связана с поисками амриты, нектара бессмертия, которая берёт начало в более ранних ведийских ритуалах подношения священного растения, известного как сома. Легенда о пахтанье молочного океана, мифологического космического мирового океана, является одной из главных космогонических мифов индуизма, в последующем она была принята ранним буддизмом. История также повествует о древних символах, таких как черепаха предсказаний, царь змей-нагов Васуки, драгоценный слон и конь, дерево, исполняющее желания, драгоценность и корова, миробалан и трава куша, космическая гора и основные божества индуизма.

Пахтанье молочного океана
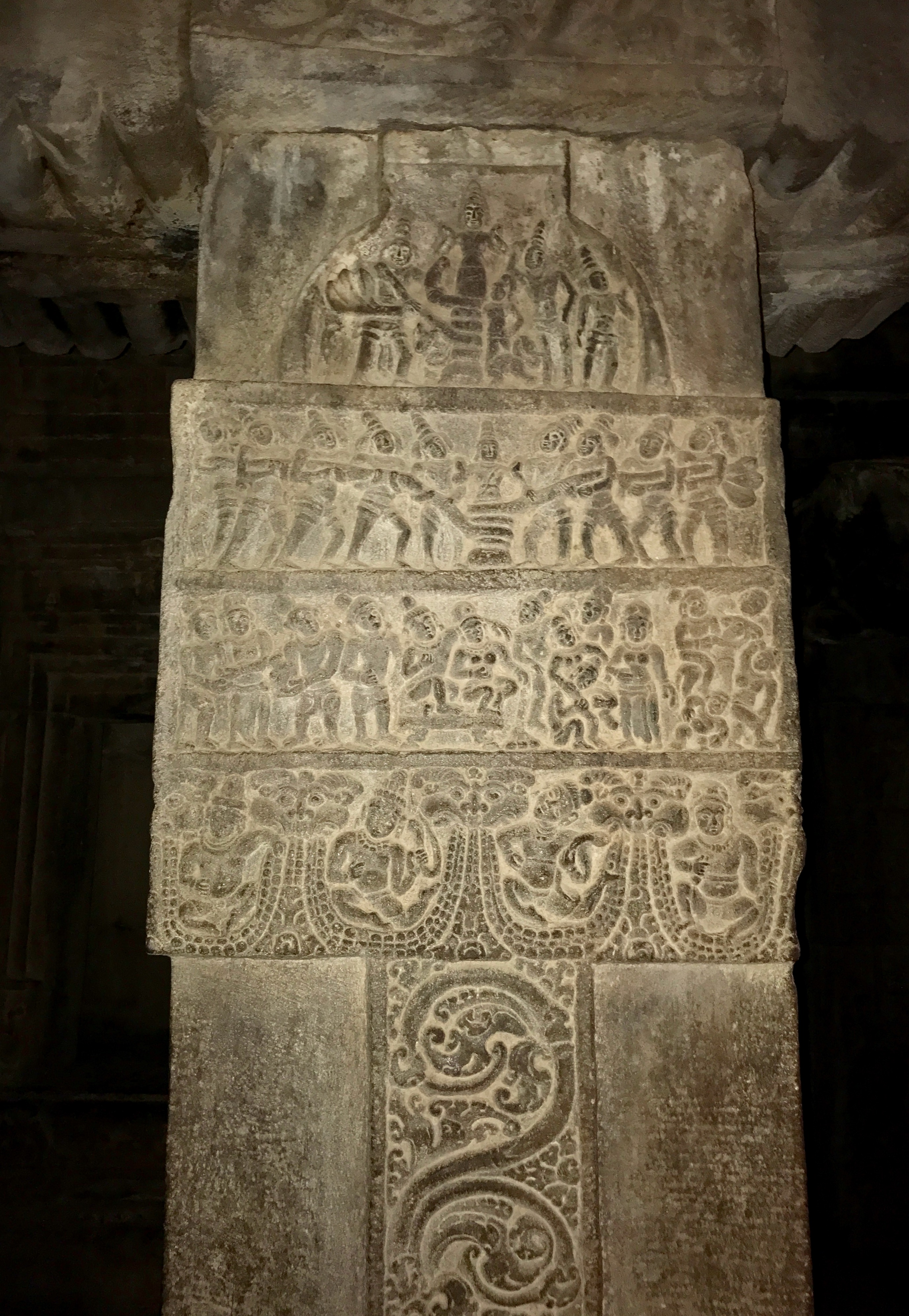
Барельеф в Храме Малликарджуна, VIII век
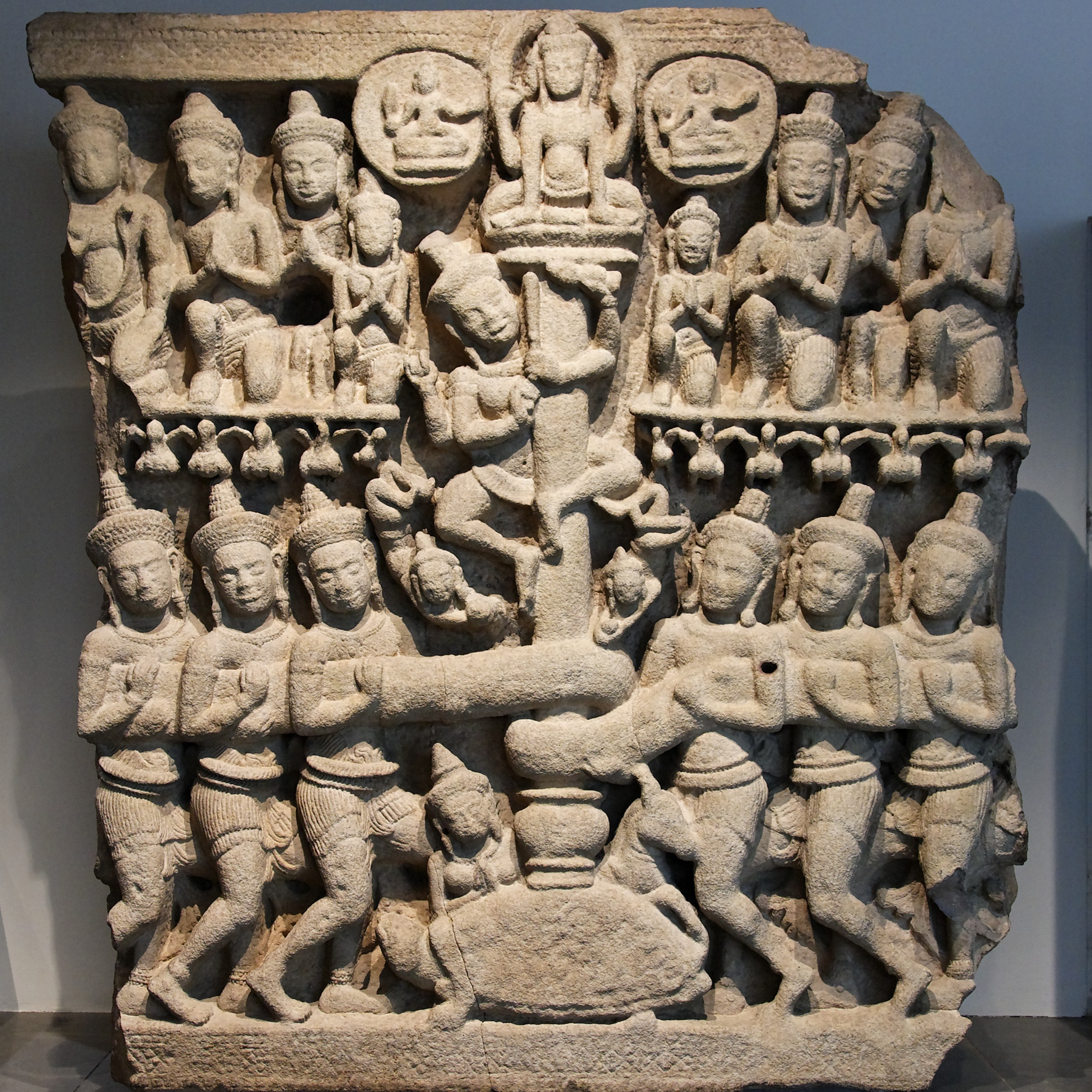
Барельеф Ангкор-Ват, XII век. Национальный музей восточных искусств (Париж)
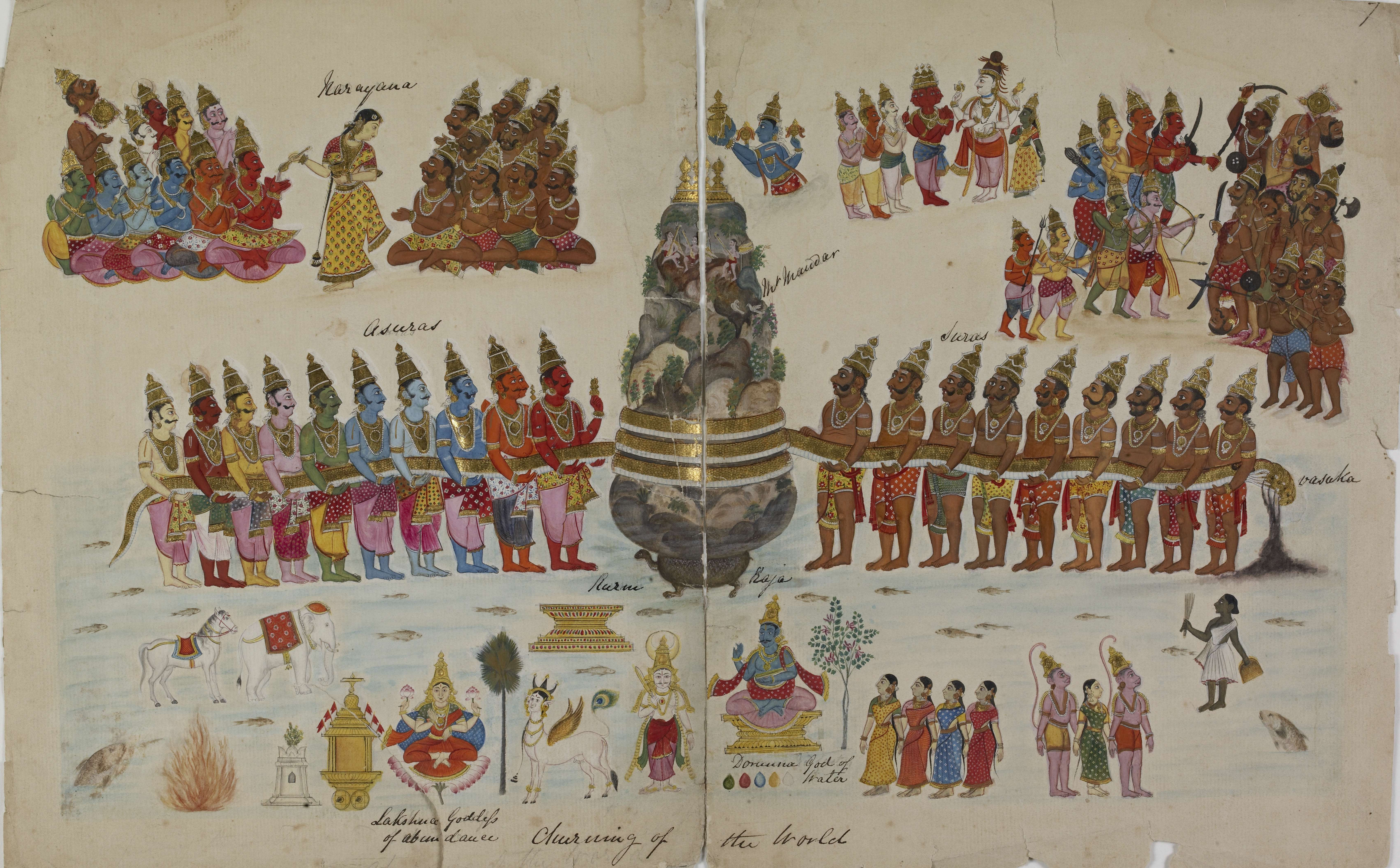
Иллюстрация 1820 года, Британский музей
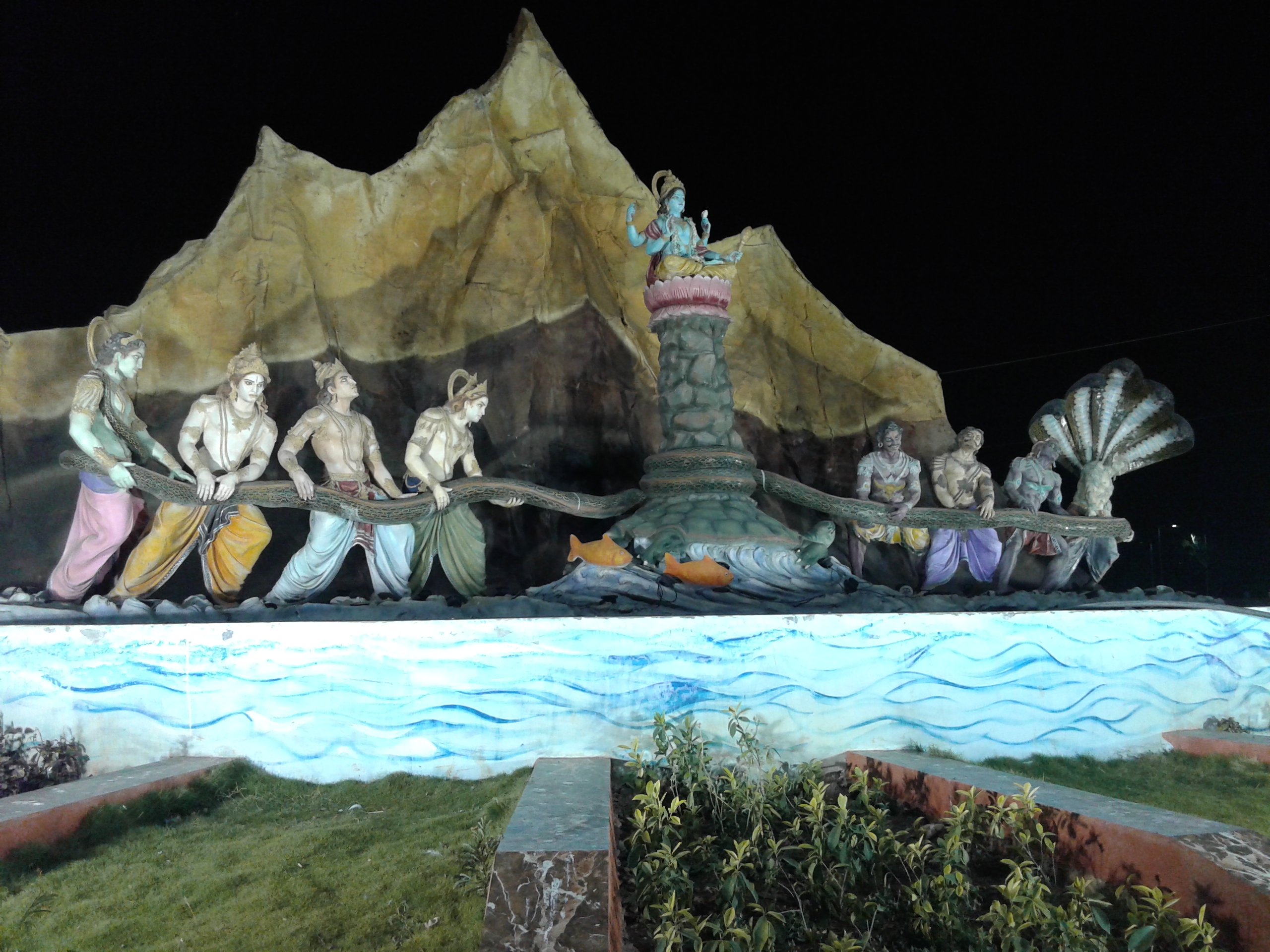
Современная инсталляция

История гласит, что боги (дэвы), утомившись от бесконечной войны с демонами (асурами), обратились к Вишну с просьбой о даровании им милости бессмертия. Вишну посоветовал им найти общий язык с асурами и вместе пахтать великий космический океан. Его взбалтывание привело бы к появлению на поверхности драгоценностей, трав и «нектара бессмертия», скрытых в глубинах молочных вод. С помощью Брахмы и великого змея Васуки им удалось вырвать с корнем великую гору Мандару, чтобы использовать её как пест (стержень с округлым концом для толчения в ступе) для пахтанья. Из глубин океана Вишну явил самого себя в облике великой черепахи и поднялся на поверхность. На вершине панциря черепахи разместилась гора Мандара, которую укрепил Брахма, надавив на неё сверху. Великий змей Васуки верёвкой обвился вокруг горы, а боги и асуры поочерёдно тянули его с двух концов, вращая гору и взбивая великий океан. Волнение вод привело к хаосу в океане, и постепенно вода превратилась в молоко, а затем в топлёное масло, или гхи. Первыми из океана появились солнце с тысячей лучей и прохладная луна (Сома), которые Шива взял себе как украшения для диадемы. Следующими появились драгоценная белая лошадь Уччайхшравас и белый слон Айравата с шестью бивнями — их оседлал Индра. Затем появилось дерево, исполняющее желания, или париджата, и сияющий камень Каустубха. Боги заявили свои права на дерево, а Вишну повесил себе камень как нагрудное украшение. Наконец, из глубин вод появилась богиня Лакшми (Шри), которую Вишну взял себе в жёны.

Затем из вод, блистая красотой, поднялась, смущая помыслы, богиня Шри, она стояла в сияющем лотосе, в руках у неё был лотос. Охваченные радостью великие риши славили её гимном, посвящённым Шри, впереди (богини) были вишвадевы и пели гандхарвы. Перед ней танцевали гхритачи и сонмы апсар; Ганга и другие [священные] реки своими водами служили ей при омовении. Небесные слоны, взяв золотые кувшины с чистейшей водой, омывали богиню, великую Правительницу всех миров. [Бог], носящий образ молочного океана, дал ей гирлянду из неувядающих цветов, а Вишвакарман изготовил ей украшения для тела. В одеждах, с небесной гирляндой, омытая, убранная украшениями, она на виду у всех богов прильнула к груди Хари. От взгляда прильнувшей к груди Хари Лакшми, боги обрели высшую радость.
— Вишну-пурана, Книга I, Глава IX

## Лакшми и Вишну

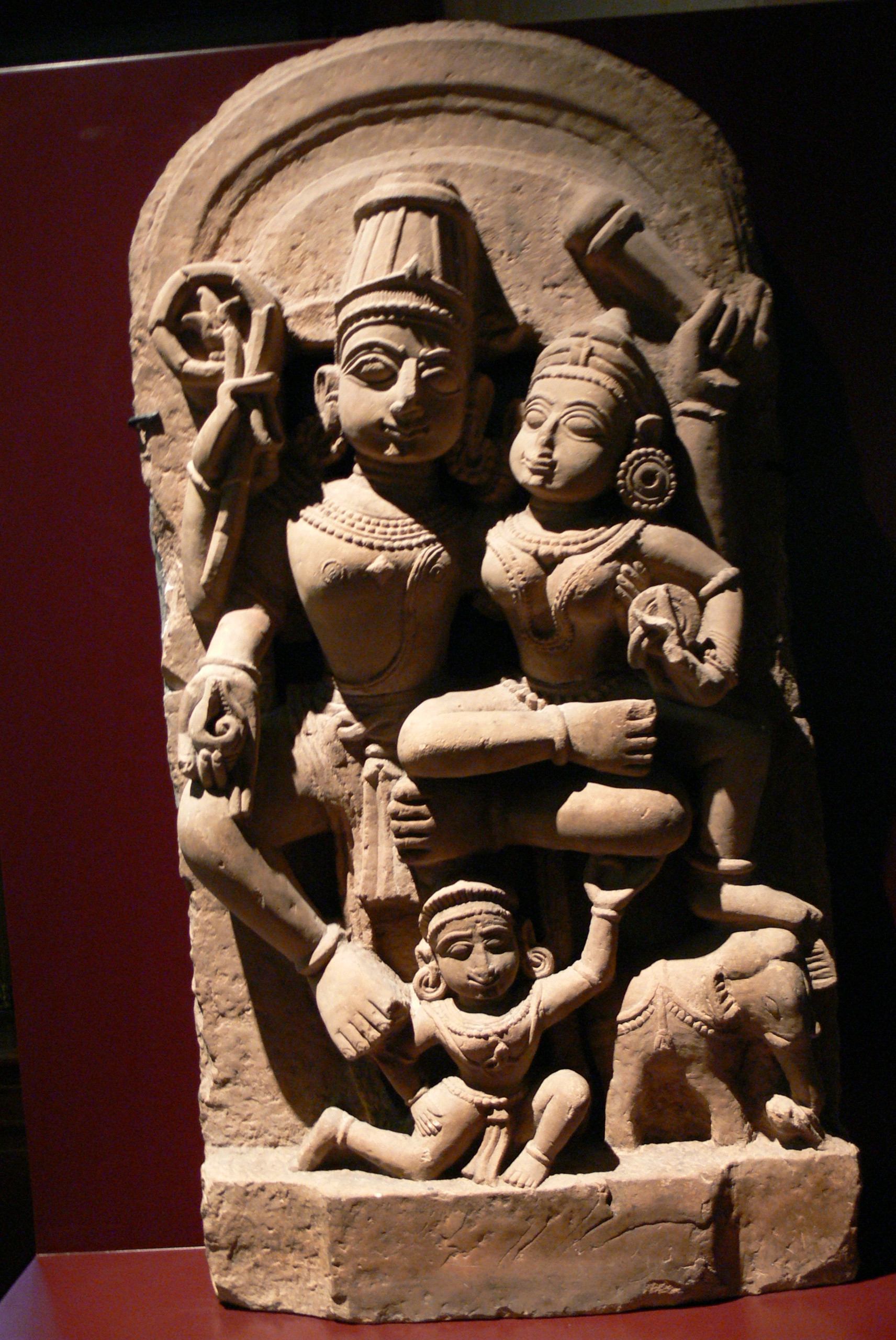
Лакшми-Нараяна верхом на Гаруде, песчаный камень (XII век), Музей этнологии (Вена)

Личности Лакшми приписываются своеобразные черты характера. Она непостоянная, беспокойная, независимая, чрезвычайно притягательная и в то же время ревнивая и нередко недовольная. Характер Лакшми находит отражение в народных сказках и мифах. Богиня с лёгкостью может уйти от полубога или царя, предпочтя другого. Лакшми сравнима с атрибутами власти, короной или троном: она принадлежит тому, кто сидит на царском месте и располагает властью. Богатство (Лакшми) привязано не к человеку, а к его общественному положению. Единственным божеством, с которым у Лакшми сложились отношения, является Вишну. Как супруга Вишну она очень ревнива и требовательна. Вишну находится в непрерывной заботе о том, чтобы Лакшми оставалась счастливой и довольной. Как следствие, Лакшми смиренно служит Вишну и следует за ним повсюду.
Лакшми выступает источником силы и великолепия Бога, наполняющим его энергией. Соответственно, Вишну является Шри-Натхом (Shreenath), господином Лакшми. На Вайкунтхе она выглядит как прекрасная богиня, любящая Вишну и играющая вместе с ним в разных образах. От юной Наппиней, играющей в садах Вайкунтхи с владыкой вселенной, и Ади Лакшми или изначальной Лакшми, находящейся рядом с Вишну в молочном океане, массируя ему стопы. На групповых изображениях со спутниками (свитой) Лакшми всегда присутствует рядом с Вишну или возле его стоп. Вместе с Вишну богиня представлена в аспектах трёх гун. В саттва-гуне Лакшми сопровождает Вишну верхом на Гаруде. В раждас-гуне Лакшми представлена одна, восседающая на слоне или находящаяся в лотосе. Четыре руки Лакшми символизируют четыре цели человеческой жизни: дхарма (праведность), артха (благосостояние), кама (любовь, наслаждение) и мокша (освобождение). В индивидуальной иконографии Лакшми сидит или стоит на троне из лотоса. Как отмечалось, в одной или двух руках она держит цветы лотоса. Это символизирует духовное знание, чистоту, освобождение. В тамас-гуне Лакшми верхом на другой ездовой птице, сове по имени Улука (Uluka). Сова символизирует мудрость и интеллект благодаря её способности видеть в темноте и предвидеть события в будущем. Когда Лакшми восседает на сове, считается, что человек забыл о целях земной жизни.
Лакшми олицетворяет заступничество и примирение, сострадание и прощение. Лакшми отождествляют с энергией сохранения, которая в материальном мире принимает форму достатка. Без неё не могут быть проведены обязательные ритуальные действия, такие как яджна или подношение. Бедность приводит к истощению, разрушению и болезням, поэтому считается, что богатство является проявлением милости Лакшми. Богиня процветания известна как cañcala (санскр.) или непостоянная, поскольку успех или процветание не могут длиться непрерывно. В шри-вайшнавизме Лакшми выступает не только как богиня процветания, но, прежде всего, как любящая мать Вселенной. Чтобы заслужить милость Вишну, его преданные обращаются к Лакшми, и таким образом привлекают внимание самого Вишну. Она, как любящая мать, просит за любое живое существо, которое ждёт её помощи. Вишну не может не уступить ей, даже если речь идёт о грешнике. Вишну освобождает даже его, и помогает в духовном развитии, не наказывая. Сознание человека, получившего благословение Лакшми, просветляется и он становится благочестивым. Неразрывно связанные друг с другом, Вишну и Лакшми как мужское и женское начало образуют персонифицированного Брахмана, называемого Лакшми-Нараяна (см. Вайкунтха-Камаладжа). Несмотря на божественное единство, Вишну и Лакшми имеют различную природу. Вишну творит миры, которые процветают благодаря Лакшми. Супруга Вишну действует самостоятельно, однако любая её деятельность отражает волю Вишну..

Вишну — смысл (слова), она — его звучание, Хари — руководство, она — благое поведение. Вишну — творец, она — творение; Хари — Держатель земли, она — земля; Бхагаван — радость, а Лакшми — постоянная удовлетворенность. Шри — желание, а Бхагаван — любовь, он — жертвоприношение, она — жертвенный дар; богиня — приношение в жертву очищенного масла, Джанардана — (жертвенная) лепешка из молотого риса… Лакшми — храм для женщин, а Погубитель демона Мадху — храм для мужей; … Бхагаван — воплощенная Самаведа, а Пребывающая в лотосе — ритм (стихов Самаведы), Лакшми — жертва богам, а Покровитель мира Васудева — (жертвенный огонь). Бхагаван Шаури есть Шанкара, а Шри — (его супруга) Гаури; Кешава — солнце, о Майтрея, а Пребывающая в лотосе — его свет.
…
К чему много слов? Бхагаван Хари есть (все), что среди богов, животных, людей и прочих именуется мужчиной, а Лакшми — (все), что именуется женщиной. И, кроме них — нет ничего нового.
— Вишну-пурана, Книга I, Глава VIII
«Законы Ману» (Ману-смрити), датируемые II веком до н. э. — II веком н. э., декларируют первенство мужчин при принятии решений. Женщины должны следовать за решениями мужчин, будь то отец, брат или сын после смерти старших родственников. Однако это отнюдь не означает, что индийское общество носило сугубо патриархальный характер. Несмотря на смиренную роль Лакшми в отношениях с Вишну, мифология индуизма свидетельствует о более широком характере взаимоотношений. В Пуранах Сати и Парвати самостоятельно выбирают себе мужей, а Лакшми в «Тирумала стхала-пуране» покидает Вишну, когда видит нарушение нравственных норм в истории с Бхригу. В Махабхарате Ганга и прабабушка Пандавов и Кауравов Сатьявати выставляют условия, прежде чем согласиться на замужество. Богиня зари Уша даже похищает своего возлюбленного, Анируддху, внука Кришны в Бхагават-гите. В Рамаяне Сита настаивает, что она будет следовать за мужем в лесное изгнание, несмотря на возражения Рамы. Пуранические эпизоды свидетельствуют о том, что в мировоззрении Древней Индии отсутствовало понятие притеснения и жертвы, характерное для западного мышления. Вместо них были дхарма (нравственный долг) и карма (воздаяние за поступки). В вайшнавизме злодеи не считаются абсолютным злом. Равана насильно похищает Ситу, а Дурьодхана публично оскорбляет Драупади. Однако оба рассматриваются не как зло, а как отрицательные герои с омрачённым сознанием, пребывающие в неведении и под влиянием иллюзии. Их земная смерть ведёт к освобождению заблудших душ. Таким образом, взаимоотношения между Лакшми и Вишну, равно как и их земными воплощениями, Рамой и Ситой или Драупади и пандавами, являют собой пример дхармического или праведного поведения, необходимого для поддержания гармонии или сохранения мирового порядка, за который отвечает Вишну.
| Ведийская традиция                         | Ведийская традиция                                                | Тантрическая традиция                                          |
| Супруга Вишну                              | Супруга Шивы                                                      | Супруга Шивы                                                   |
| ------------------------------------------ | ----------------------------------------------------------------- | -------------------------------------------------------------- |
| Лакшми                                     | Гаури                                                             | Чиннамаста (Кали)                                              |
| Саттва                                     | Раджас                                                            | Тамас                                                          |
| Обуздание чувств                           | Интернализация чувств                                             | Пробуждение чувств                                             |
| Благословение гармонией                    | Благословение духовным знанием                                    | Благословение силой                                            |
| Поддержание общественного порядка          | Изоляция от общества                                              | Отклонение от социальных норм и морали                         |
| Лакшми скромно служит своему супругу Вишну | Гаури стремится превратить отшельника-аскета Шиву в домовладельца | Чиннамаста демонстрирует свою сексуальность и сильный характер |
| Богиня представлена пракрити (природой)    | Богиня представлена майей (заблуждением)                          | Богиня представлена шакти (энергией)                           |

## Имена Лакшми

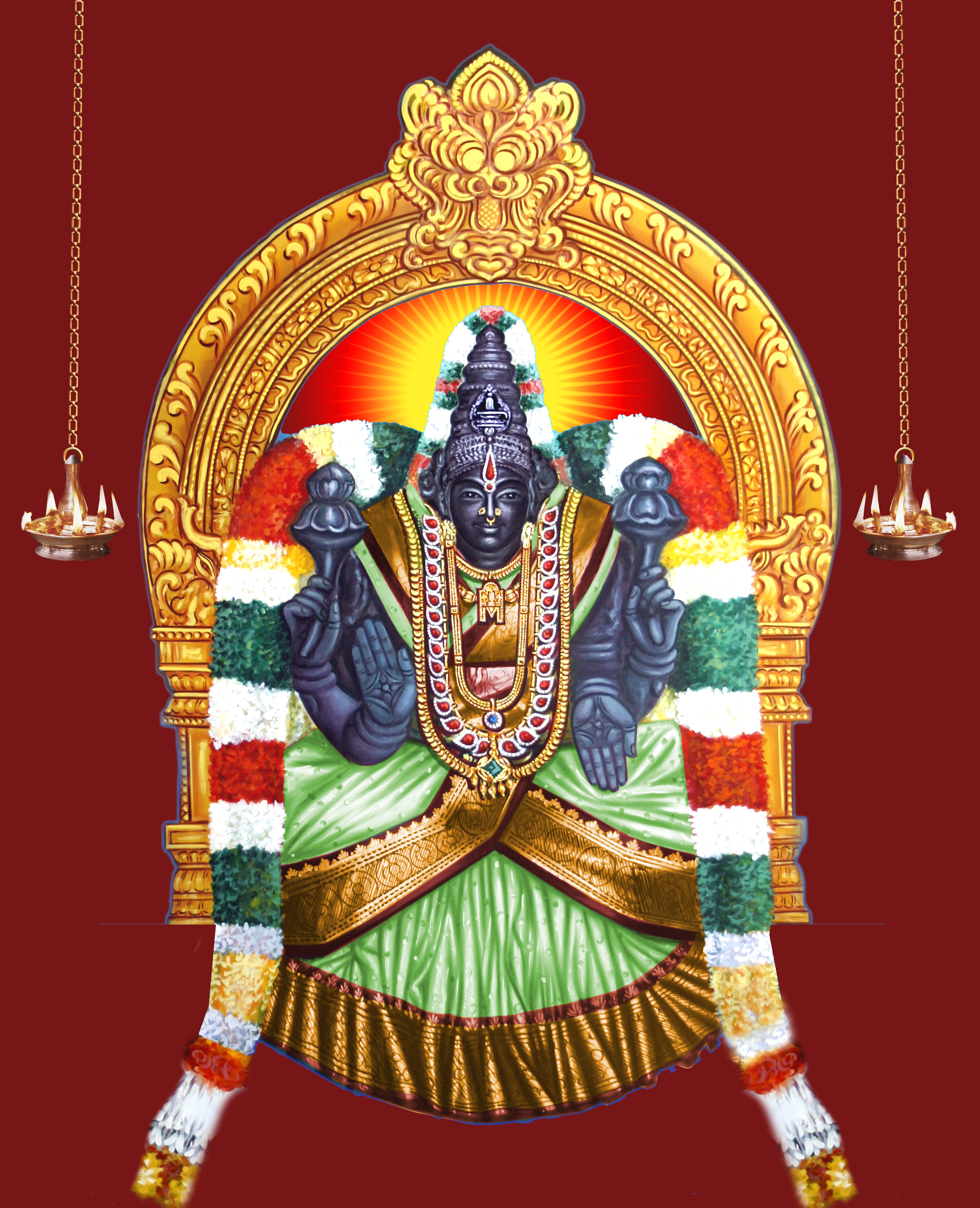
Образ богини в Золотом храме Махалакшми в Веллуру (Тамилнад)

Лакшми называют разными именами, о которых рассказывают шлоки и сутры в честь богини. Все они отражают божественные качества Лакшми. Имена Лакшми перечисляются в Сканда-пуране, которая посвящена мифам о жизни сына Шивы и Парвати Картикеи. Сканда-пурана содержит 1008 имён Лакшми или Лакшми-сахасранаму. Другая версия Лакшми-сахасранамы приведена в Брахма-пуране. Лакшми-сахасранама читается по пятницам в ранние утренние часы. К традиционным именам относятся следующие:
| Имя (англ.)     | Имя (рус.)     | Значение                          |
| --------------- | -------------- | --------------------------------- |
| Padma           | Падма          | Лотосоподобная                    |
| Kamala          | Камала         | Прекрасная как лотос              |
| Padmapriya      | Падмаприя      | Любящая лотосы                    |
| Padmamaladhara  | Падмамаладхара | Носящая гирлянду из лотосов       |
| Padmamukhi      | Падмамукхи     | С лицом, прекрасным как лотос     |
| Padmakshi       | Падмакши       | С глазами, прекрасными как лотосы |
| Padmahasta      | Падмахаста     | Держащая лотос                    |
| Padmasundari    | Падмасундари   | Прекрасная как лотос              |
| Sri             | Шри            | Процветание / счастье / успех     |
| Srija (Shreeja) | Шриджа         | Рождённая в процветании           |
| Jagadishwari    | Джагадишвари   | Мать Мира                         |
| Vishnupriya     | Вишнуприя      | Возлюбленная Вишну                |
| Ulkavahini      | Улкавахини     | Передвигающаяся на сове           |

Другие имена Лакшми включают Амбика (Ambika), Манушри (Manushri), Мохини (Mohini), Чакрика (Chakrika), Камалика (Kamalika), Айшварья (Aishwarya), Лалима (Lalima), Индира (Indira), Кальяни (Kalyani), Нандика (Nandika), Нандини (Nandini), Руджула (Rujula), Вайшнави (Vaishnavi), Самруддхи (Samruddhi), Нараяни (Narayani), Бхаргави (Bhargavi), Шридеви (Sridevi), Чанчала (Chanchala), Джаладжа (Jalaja), Мадхави (Madhavi), Суджата (Sujata), Шрия (Shreeya), Прачи (Prachi), Хариприя (Haripriya), Махешвари (Maheshwari), Мадху (Madhu), Парама (Parama), Джанамодини (Janamodini), Трипура (Tripura), Туласи (Tulsi), Кетки (Ketki), Малти (Malti), Видья (Vidya), Васуда (Vasuda), Ведавати (Vedavati), Трилочана (Trilochana), Тилоттама (Tilottama), Шубха (Subha), Чандика (Chandika), Деви (Devi), Криялакшми (Kriyalakshmi), Вирупа (Viroopa), Вани (Vani), Гаятри (Gayatri), Савитри (Savitri), Апара или Апараджита (Apara, Aparajita), Апарна (Aparna), Аруна (Aruna), Ахила (Akhila), Бала (Bala), Тара (Tara), Куху (Kuhu), Пурнима (Purnima), Адити (Aditi), Анумати (Anumati), Авашья (Avashya), Сита (Sita), Рукмини (Rukmini), Таруни (Taruni), Джьйотшна (Jyotsna), Джьёти (Jyoti), Нимешика (Nimeshika), Атибха (Atibha), Ишани (Ishaani), Смрити (Smriti), Дурга (Durga), Шаранья (Sharanya), Шивасундари (Shivasahodari).

## Иконография Лакшми
В изобразительном искусстве Лакшми представлена прекрасной женщиной с четырьмя руками. Она одета в традиционную индийскую одежду (сари) красного цвета. На Лакшми сверкают золотые украшения, а сама богиня сидит или стоит на цветке лотоса. Золото является благородным металлом, индусы не носят драгоценности на ногах. Золотые ножные браслеты и кольца могут позволить себе только лица царских кровей и богини. Цвет её кожи подобен золоту или куркуме, поскольку она символизирует процветание. В руках Лакшми находятся лотосы и ритуальные горшочки «калаша» с рисовым зерном и золотом. Одной рукой, направленной вверх, она благословляет своих преданных. Другой рукой, направленной вниз, она одаривает богатством. Лакшми окружают небесные белые слоны, из чьих хоботов бьют фонтаны воды. Нередко Лакшми изображают со спутниками: богом Ганешей, устраняющим препятствия, и Сарасвати, богиней знаний и искусств. Символика Лакшми описывает её божественные качества.
Богиню описывают как привлекательную и благовидную женщину. Лакшми также почитается как богиня красоты, поскольку красота отождествляется с плодородием и рождаемостью. Народное поверье гласит, что Лакшми глядит искоса, поскольку глядя на неё, невозможно понять, к кому она идёт или на кого она смотрит, даруя свою милость. Однако это народное творчество не находит отражение в иконографии Лакшми.
Развитие художественного образа Гаджа-Лакшми
|                                                                                            |                                                              |                                                                                           |                                                   |                                                                                | |                                                                             | |
| Индо-скифская монета с Гаджа-Лакшми (Лакшми со слонами), стоящей на лотосе, I век до н. э. | Гаджа-Лакшми в пещерном храме Варахи. Махабалипурам, VII век | Барельеф с Гаджа-Лакшми в пещере № 16. храм Кайласа, храмовые пещеры Эллоры, 756—773 годы | Храмовый комплекс Бантеайсрей в Камбодже, 967 год | Изображение на внутренней стене Храма Брихадишара в Танджавуре, 1003—1010 годы | Деревянный храмовый фронтон с Гаджа-Лакшми. Кочин (Керала), 1750—1850 годы. Музей Виктории и Альберта | Гаджа-Лакшми, живописное искусство Кангры (Химачал-Прадеш), начало XIX века | Гаджа-Лакшми в окружении слонов, богини Сарасвати и её павлина. Изображение Рави Варма, 1910-е годы |

Красный цвет традиционно связывают с потенциальной энергией, в то время как зелёный цвет отождествляют с полученным процветанием. Как источник земной энергии богиня одета в красное. Иногда её изображают в зелёном сари, когда необходимо подчеркнуть процветание: плоды, урожай и потомство. Ритуальный горшочек, называемый «калаша», является символом щедрости природы и богатства. Горшочек именуют «акшая патра» (akshaya patra) или никогда не пустеющий сосуд. Он подобен рогу изобилия, его всегда переполняет рисовое зерно и золото. Образ Лакшми неотделим от лотоса, на котором она сидит или цветы которого она держит в руках. Благодаря лотосу Лакшми имеет цветочные имена и эпитеты, такие как Камала, Падма или Падмавати. Цветы лотоса отражают духовную чистоту и освобождение.
Традиционно слоны в Индии считаются символами царской власти, поскольку только правитель мог содержать дорогих животных для своих церемоний и поездок. Они находятся на вершине животного мира из-за отсутствия естественных врагов. Белый слон (альбинос) в природе почти не встречается, его отождествляют с благостью и удачей. В Восточной Индии Лакшми ассоциируют с совой, она служит ездовой птицей богини. Некоторые считают сову символом мудрости и удачи, особенно белую сову. Другие рассматривают её как символ глупости, поскольку, когда приходит богатство, человек становится высокомерным и глупым. Сова также считается формой Алакшми (см. ), богини несчастья, которая сопровождает свою сестру Лакшми. Богиня может изображаться с ритуальными раковинами (шанкхами). Морские раковины олицетворяют океан, источник жизни, обитель Лакшми, а также царство её отца Варуны. Закручивающиеся вправо морские раковины встречаются на изображениях Лакшми в Бенгалии и Ориссе.
Считается, что Лакшми живёт там, где есть вода. Океан, река, а также пруд и болото, особенно если они создают условия для цветения лотоса, являются обителью Лакшми. Связь Лакшми с водоёмами объясняется тем, что вода питает жизнь: где нет воды, нет жизни. Кроме того, Лакшми называют «патала-нивасини» или живущей под землёй. Лакшми как природная стихия олицетворяет Землю, из которой рождаются растения, служащие пищей для обитателей Земли. Нижние миры населены нагами (змеями), которые выступают хранителями плодородия земли, а также асурами (демонами) как хранителями подземных богатств. Считалось, что Лакшми проживала среди змей и демонов, прежде чем боги или дэвы, стали пахтать молочный океан.

## Ашталакшми
Ашталакшми или Ашта-лакшми (санскр. अष्टलक्ष्मी, Aṣṭalakṣmī, «восемь Лакшми») представляет группу женских богинь, вторичных проявлений Лакшми. Ашталакшми — групповое божество и ей поклоняются как семейству божеств, по аналогии с индивидуальным образом Лакшми. В ипостасях Ашталакшми проявляется восемь видов благополучия: процветание, здоровье, знание, сила, потомство и власть. Культ Ашталакшми возник в первой половине 1970-х годов благодаря теологу шри-вайшнавизма Видван Мукур Шриниваса Варада (Vidvan Mukkur Srinivasavaradacariyar), который сочинил гимн «Ashta Lakshmi Strotam». В настоящее время культ Ашталакшми нашёл наибольшее распространение в Южной Индии. Ей посвящено несколько крупных храмов, издаются сборники гимнов (Ашта-лакшми-стотра, Ашта-лакшми-аштоттара-шатанамавали) и печатные изображения.

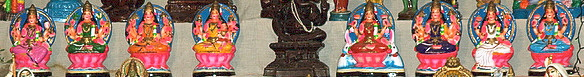
Украшенные статуэтки Ашталакшми в период фестиваля Виджаядашами

| Изображение | Имена | Описание и атрибуты |
| ----------- | --- | --- |
|             | Ади-Лакшми (санскр. आदिलक्ष्मी, Adi-lakṣmī): изначальная Лакшми или Маха-Лакшми (санскр. महा लक्ष्मी, Mahā lakṣmī): великая Лакшми             | Первая ипостась Лакшми, дочь мудреца Бхригу. Четыре руки (верхние) держат лотос, белый флаг, (нижние) руки показывают абхая-мудру и варада-мудру. |
|             | Дхана-Лакшми (санскр. धनलक्ष्मी, Dhana-lakṣmī): Лакшми, дарующая богатство                                                                | Воплощение материального богатства. Одета в красное, шесть рук, которые держат чакру, шанкху, кувшин с амритой, лук со стрелой, лотос, показывают абхая-мудру, под дождём из золотых монет. |
|             | Дханья-Лакшми (санскр. धान्यलक्ष्मी, Dhǎnya-lakṣmī): Лакшми земледелия                                                                      | Воплощение плодородия, покровительница земледелия. Одета в зелёное, восемь рук, которые держат два лотоса, булаву, рисовые побеги, сахарный тростник, бананы, показывают абхая-мудру и варада-мудру. |
|             | Гаджа-Лакшми (санскр. गज लक्ष्मी, Gaja Lakṣmī): Лакшми со слонами                                                                         | Воплощение власти, покровительница животноводства. Согласно мифу Гаджа-Лакшми вернула потерянные Индрой богатства. Одета в красное, четыре руки держат два лотоса, показывают абхая-мудру и варада-мудру. Слева и справа по сторонам стоят два слона, поливают богиню её водой из кувшинов, которые держат в своих хоботах. |
|             | Сантана-Лакшми (санскр. सन्तान लक्ष्मी, Santāna Lakṣmī): Лакшми потомства                                                                   | Покровительница семьи, дарующая наследников (в первую очередь, мальчиков). Шесть рук, которые держат два кувшина с амритой, меч, щит, показывают абхая-мудру. Одной рукой обнимает сидящего у неё на коленях мальчика, который, в свою очередь, держит в руках лотос.                                                       |
|             | Вира-Лакшми (санскр. वीरलक्ष्मी, Vīra-lakṣmī): доблестная Лакшми или Дхаирья-Лакшми (санскр. धैर्यलक्ष्मी, Dhairya-lakṣmī): мужественная Лакшми | Воплощение доблести и мужества. Благословляет на преодоления жизненных препятствий. Одета в красное, восемь рук держат чакру, шанкху, лук, стрелу, трезубец или меч, веды (написанные на пальмовых листьях), показывают абхая-мудру и варада-мудру.                                                                         |
|             | Джая-Лакшми (санскр. जय लक्ष्मी, Jaya Lakṣmī) или Виджая-Лакшми (санскр. विजयलक्ष्मी, Vijaya-lakṣmī): Лакшми успеха                           | Лакшми, дарующая победу и успех. Одета в красное, восемь рук держат чакру, шанкху, меч, щит, лотос, паша, показывают абхая-мудру и варада-мудру. |
|             | Видья-Лакшми (санскр. विद्यालक्ष्मी, Vidyā-lakṣmī): Лакшми мудрости                                                                          | Воплощение знания и мудрости. Покровительствует в первую очередь учащимся школ и студентам. Одета в жёлтое, восемь рук держат чакру, шанкху, лук, кувшин с амритой, показывают абхая-мудру и варада-мудру. |

## Шри-деви и Бху-деви

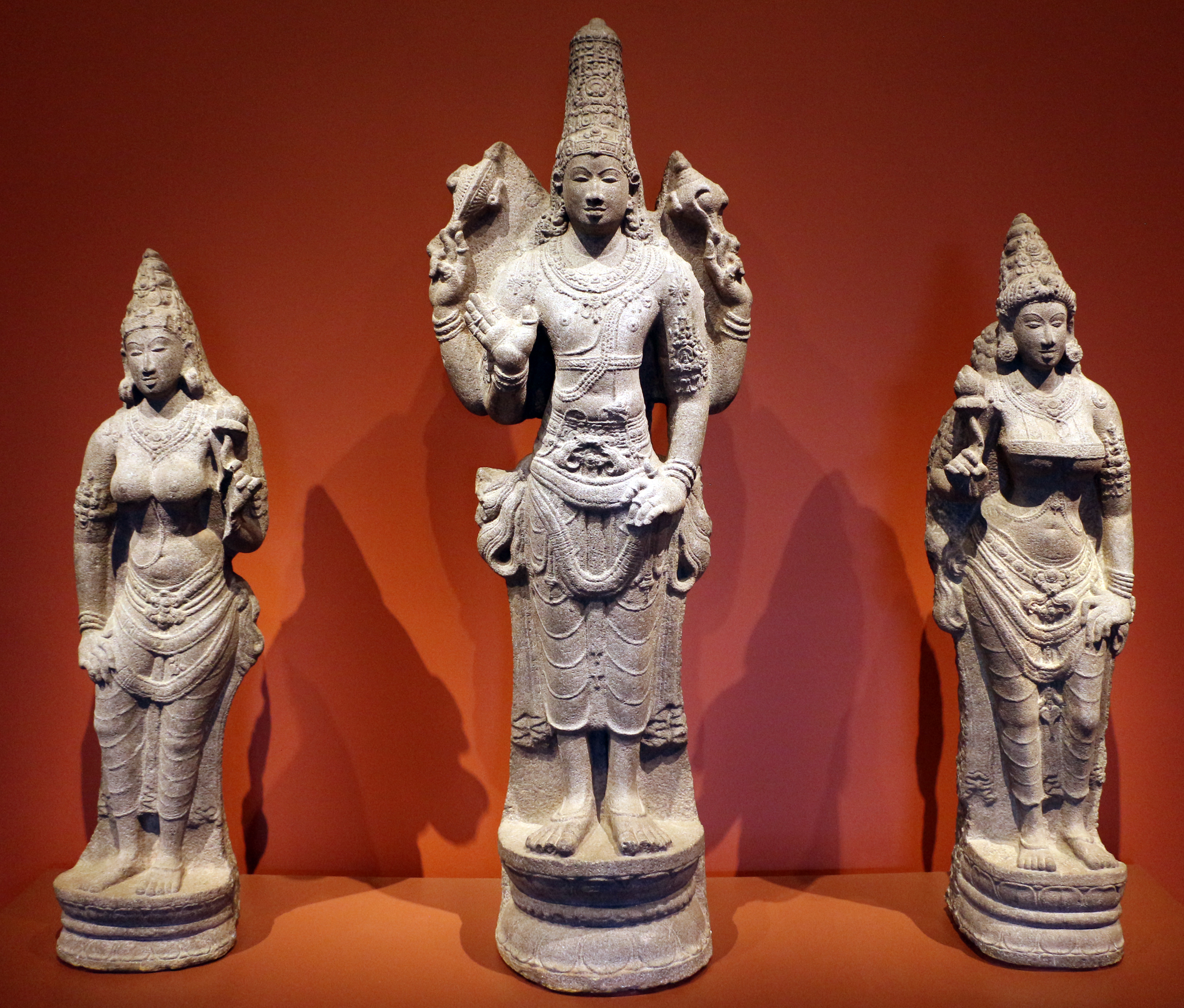
Шри-деви (слева) и Бху-деви (справа) вокруг Венкатешвары. Тамилнад, 900—950 годы. Художественный музей Кливленда.

В Южной Индии Вишну представлен вместе с двумя воплощениями Лакшми, которых зовут Шри-деви (IAST: Śrī-devi) и Бху-деви (IAST: Bhū-devī). Каждая из них отражает отдельные божественные качества Лакшми. Шри-деви является персонификацией духа, символом терпимости и сострадания. Бху-деви представляет собой воплощение земли, воздержанности и терпеливости. Оба аспекта необходимы для поддержания мира и освобождения всех живых существ. Вишну на земном уровне связан с Бху-деви, а на духовном уровне — с Шри-деви. В иконографии Вишну Бху-деви располагается слева от божества, а Шри-деви — справа от него. О Шри-деви и Бху-деви существует миф, объясняющий, что общего и в чём различия ипостасей Лакшми. Шри-деви олицетворяет власть, успех и великолепие. Бху-деви глубоко верна, смиренна и плодородна. Обе соперничали за внимание Вишну. Когда Индра одарил Вишну райским деревом париджата, обе богини хотели, чтобы он посадили дерево в их садах, которые были разделены стеной. Вишну посадил дерево в саду Бху-деви, поскольку та отвечает за плодородие. Однако его цветы всегда будут падать по другую сторону стены, в сад Шри-деви. Та возгордилась, что ей достанется удовольствие от париджата. Однако Вишну решил, что дерево будет цвести только тогда, когда он будет находиться в саду Бху-деви. Каждый раз, когда Шри-деви будет любоваться цветением, она будет знать, что её муж с другой.

## Лакшми как шриватса
Санскритский термин «шриватса» (srivatsa или shrivatsa) означает «возлюбленный Шри». Шри относится к богине Лакшми, супруге Вишну, а шриватса — это благоприятный знак или завиток волос, который украшает грудь Вишну. Знак Лакшми на груди Вишну представляет преданность в его сердце к своей супруге, а поскольку Лакшми — это богиня богатства и удачи, то шриватса образует естественный благоприятный символ. Вишну-пурана провозглашает: «Где Благость — там и Лакшми; Благость основывается на благополучии». Шриватса может иметь форму треугольного завитка или направленного вверх ромба с петлями по четырём промежуточным направлениям. Кришна, как восьмая аватара Вишну, также носит шриватсу в центре своей груди. Другое название завитка волос — «нандьяварта», что означает «завиток счастья», и этот завиток имеет форму свастики или греческого креста из крюков.
Бесконечный узел, или грантхи, является одним из древнейших символов. Его образ найден на глиняных печатях ранней цивилизации долины Инда (около 2500 лет до н. э.). Символ был заимствован буддизмом и почитается как символ вечного узла или приносящий удачу рисунок. Шриватсу также изображают на статуях тиртханкар в джайнизме .

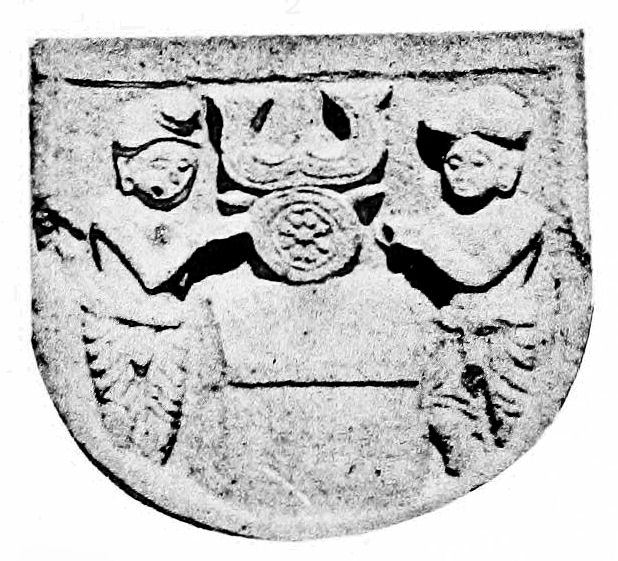
Барельеф с поклонением шриватсе в Храме Махабодхи (Бодх-Гая)
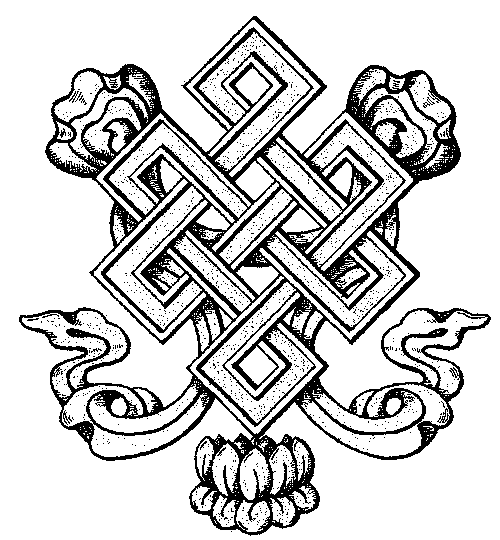
Бесконечный узел в буддизме
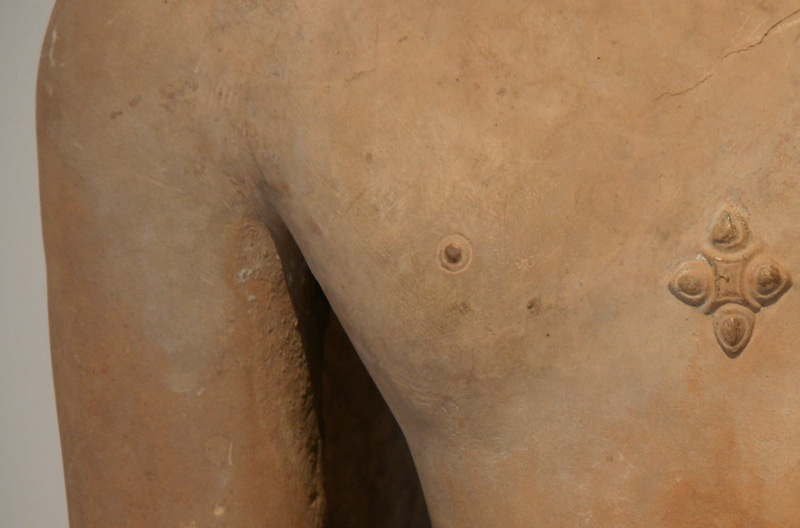
Шриватса на груди у статуи основателя джайнизма Ришабхи

## Ритуальное поклонение

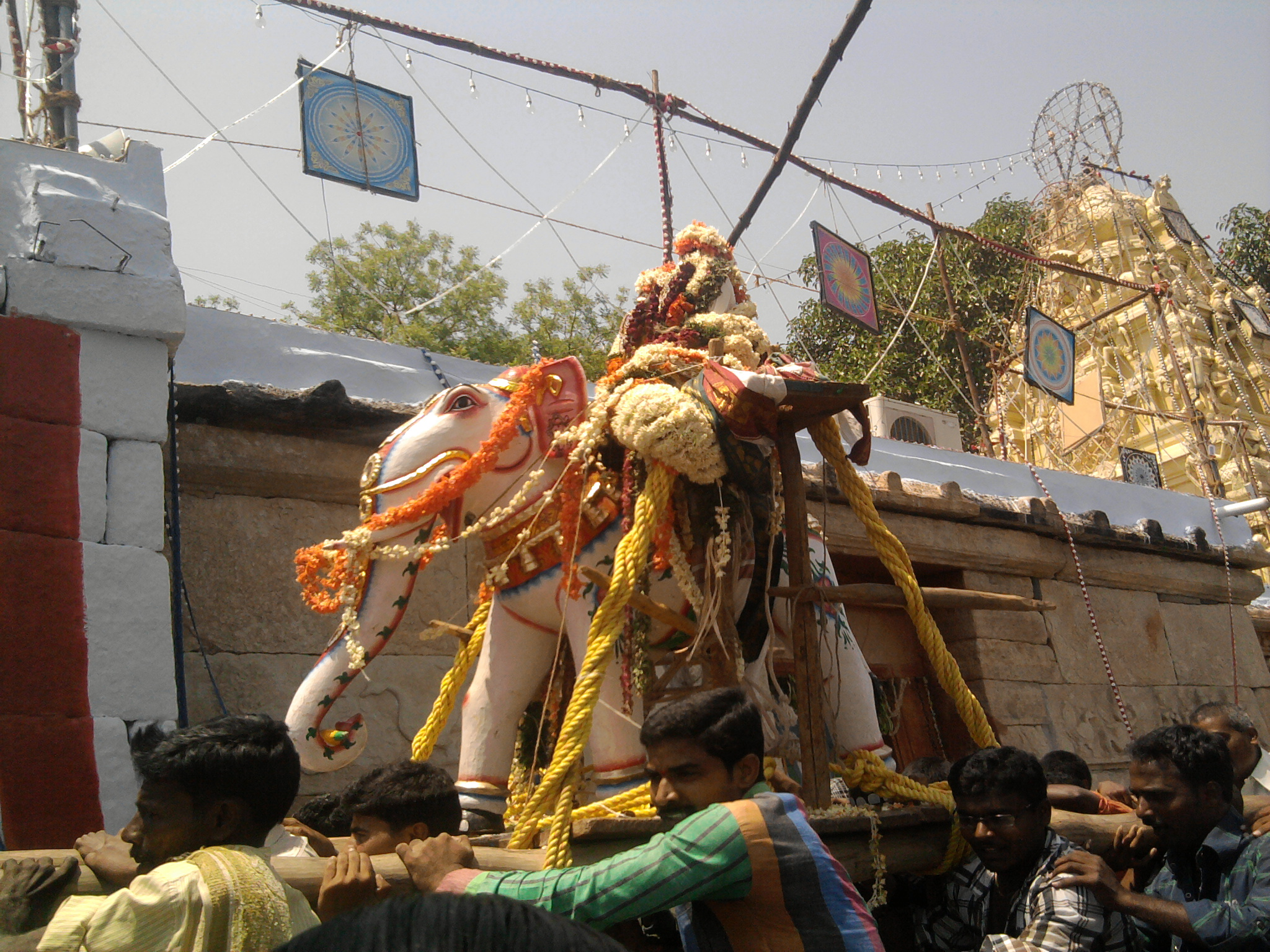
Фестивальное шествие мурти Лакшми за пределами храма верхом на слоне, храм Лакшми-Нарасимха в деревне Наллагандла, возле Хайдарабада

Во время поклонения Лакшми она представляется как самостоятельная богиня, без участия Вишну. Изображения Лакшми, сидящей или стоящей на лотосе, держащей горшочек, переполненный рисом и золотом, находятся на алтаре большинства вайшнавских домов. Иногда Лакшми представляют символически, помещая медную голову богини на горшок с водой, находящийся на кучке риса, увенчанный кокосовым орехом и короной из листьев манго. Богине также поклоняются в форме янтр — сакральных диаграмм, отражающих божественные качества Лакшми. Значительная часть ритуала, связанного с Лакшми, состоит в наведении порядка и проведении уборки в доме, а также украшении его благоприятными символами для привлечения доброжелательного внимания богини. В частности, накануне праздника Дивали женщины моют весь дом, перекрашивают стены, рисуют вокруг символы, зажигают благовония и украшают жилище листьями и цветами. Особое внимание уделяется дверным проёмам и порогам, которые украшают зажжёнными лампами и цветами. Пороги и дверные проёмы играют символическую роль в ритуалах Лакшми. Порог олицетворяет границу между внутренним и внешним миром. Внутри хозяева дома стремятся к гармонии, здоровью и процветанию, желая оставить вне дома всё дурное. Убранство в жилище, таким образом, призвано привлечь Лакшми в дом.
На дверные проёмы рисуются символы, призывающие в дом плодородие и богатство. На полу возле дверных проёмов изображаются сакральные рисунки. Для них используются рисовая мука, цветной порошок и цветы. Напольные рисунки в Северной Индии известны как ранголи, в Восточной Индии — алпана и в Южной Индии — колам. Рисунки являются древними тантрическими янтрами и мандалами, которым приписывается способность привлекать незримые силы. Свастика почитается как символ Лакшми, а также как слово, означающее имя богини — «Шри». Свастику красного цвета рисуют на дверных проёмах для приглашения Лакшми в дом.
Для поклонения Лакшми служит глиняный или металлический горшок, известный как «пурна-кумбха» или «мангала-калаша». Он символизирует богиню и её щедрость. Горшки Лакшми являются неотъемлемой частью всех праздников плодородия, а также обрядов свадьбы, родов и других семейных событий. Пурна-кумбху готовят, украшая горшок благоприятными символами, с использованием жёлтого порошка куркумы и красного порошка кумкума. Горшок ставится на кучу сухого риса, под которым находятся листья банана. Горшок заполняется водой, ростками, цветами и листьями. Сверху горшок накрывают кокосом и короной из листьев манго . В разных местах дома насыпают кучки риса и сладостей, что отражает стремление преданных к изобилию. Горки из конфет и риса, а также монеты по всему дому являются частью большинства ритуалов во время родов в Южной Индии. Кроме того, на полу рисуются «шрипада», то есть стопы Лакшми. Они ведут с улицы в дом, приглашая счастье и радость в семью. Вместо шрипада могут изображаться «гопада», то есть следы коровы, которая считается проявлением Лакшми в форме животного. Наконец, кухонные принадлежности и посуда, рассматриваются как материальные формы Лакшми.

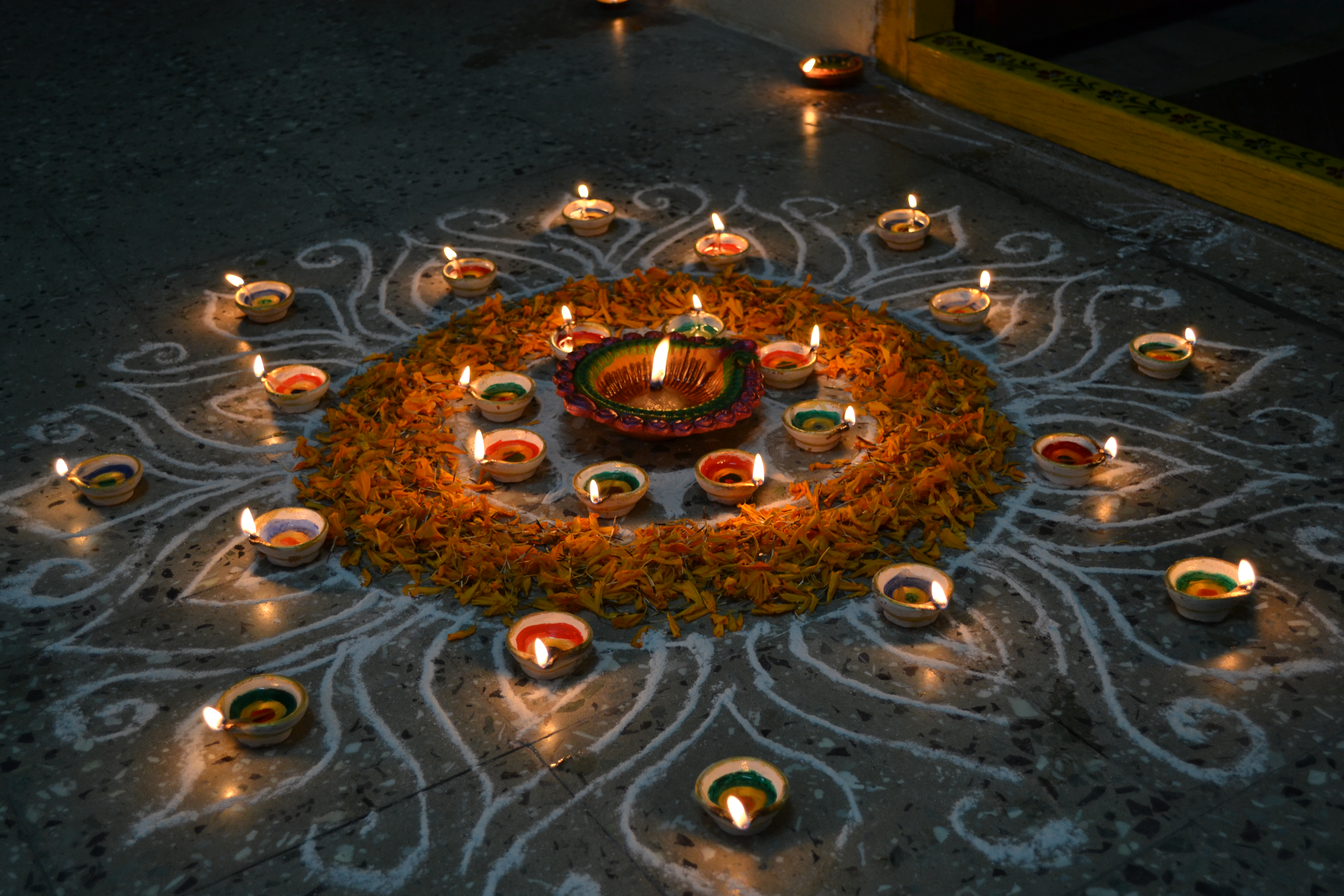
Ранголи и традиционные глиняные светильники на Дивали
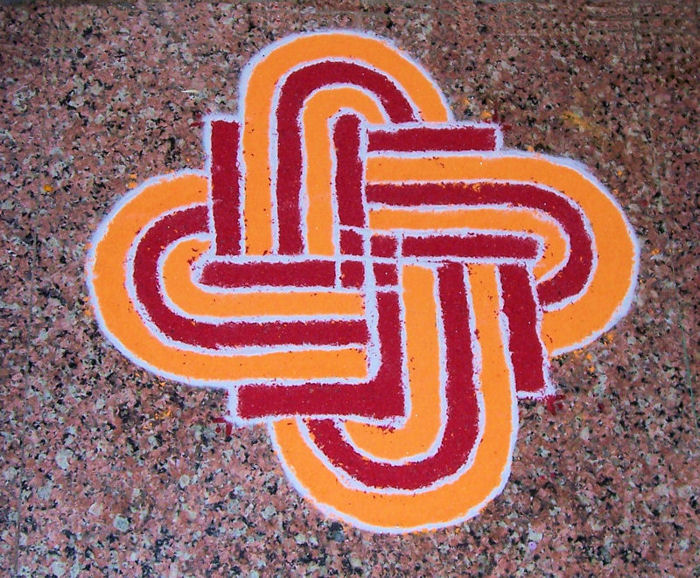
Индийская свастика, символ Лакшми
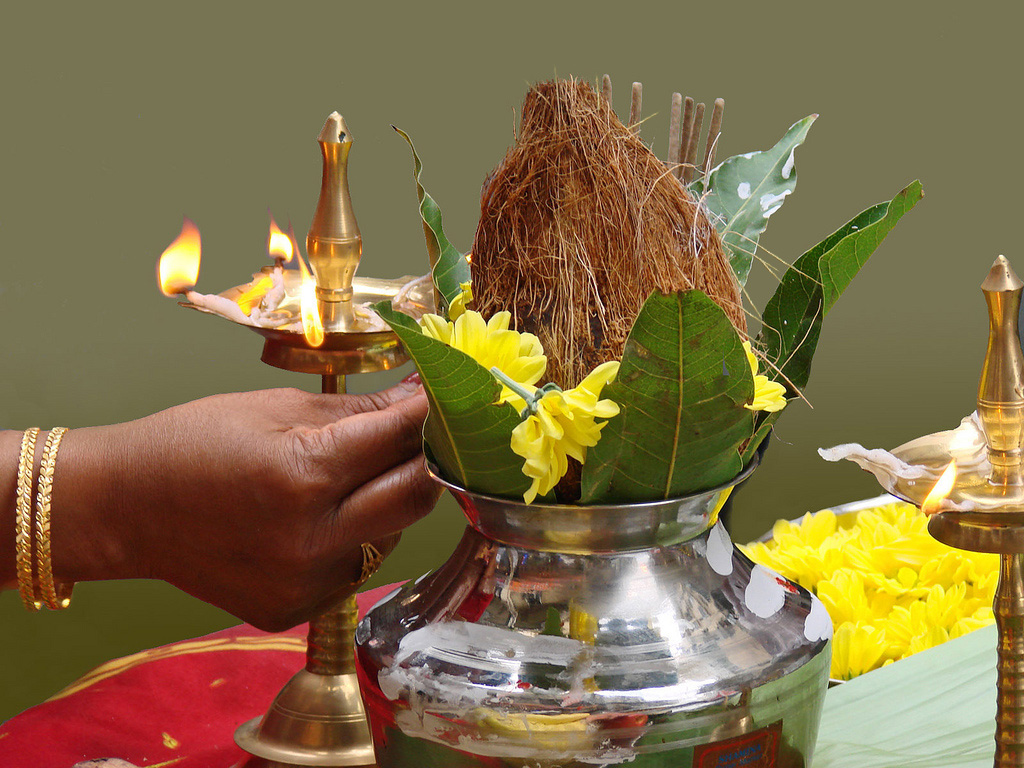
Мангала-калаша для пуджи в честь Лакшми
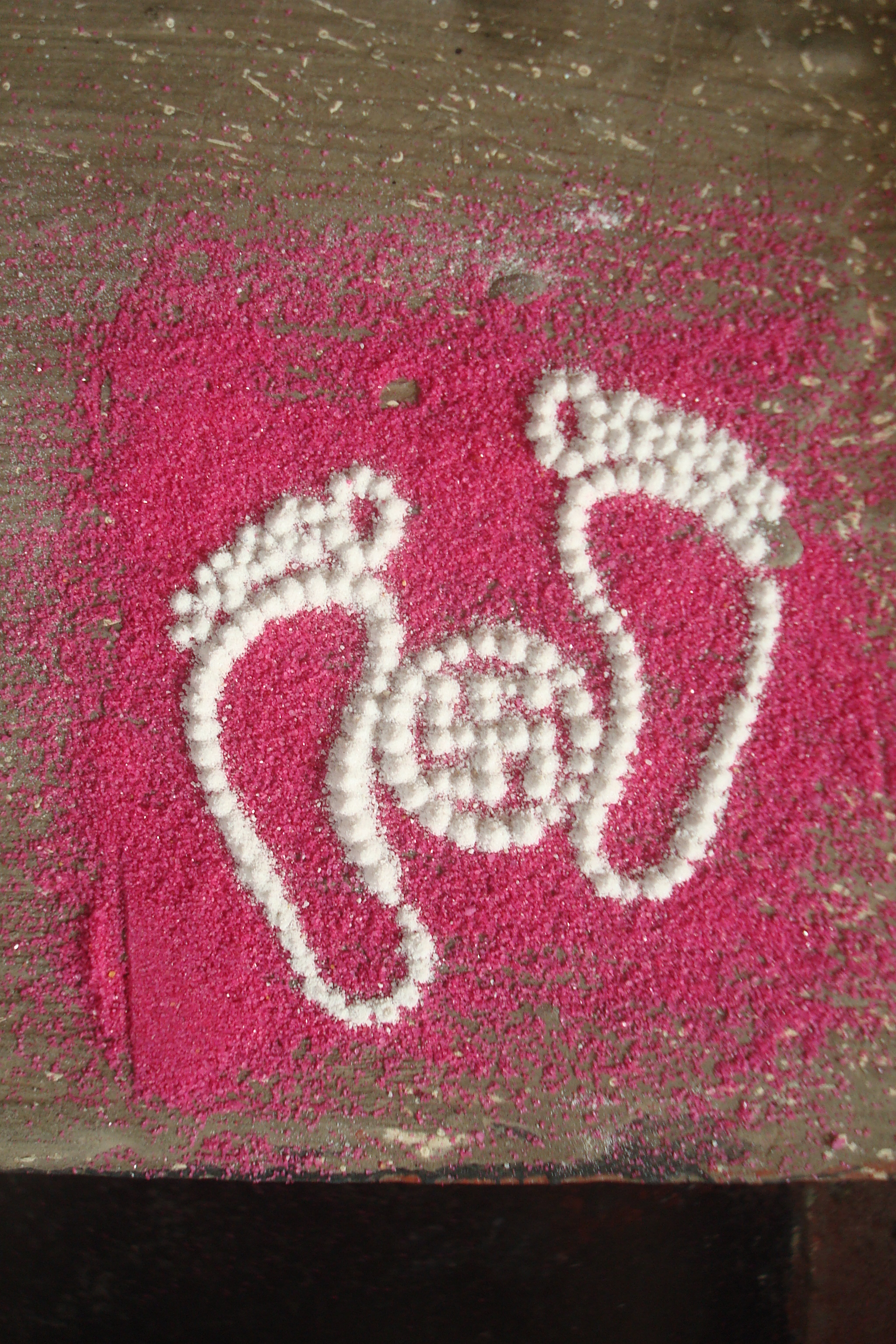
Шрипада (падука), стопы Лакшми

Священными растениями Лакшми считаются кокос, банан, манго, календула, туласи и бильва. Кокосовый орех является даром природы, не требующем ухода — каждая часть кокоса может служить в домохозяйстве. Плод банана съедобен, а его листья используются вместо тарелок во время массовой раздачи еды на праздниках. Ствол бананового дерева используется для изготовления плотов. Сладость манго и его пышное цветение весной привели к ассоциации растения с Камой, богом любви и сыном Лакшми. Цветок календулы отождествляется как с Кама-дэвом, так и с Лакшми благодаря его высокой способности к размножению. Из мангового листа и цветка календулы составляют гирлянды для дверных проёмов для приглашения Лакшми в дом. Лакшми отождествляется с священным туласи (базиликом). Ни одно поклонение Вишну не будет полным без подношения листьев или веточки туласи. В вайшнавских домах туласи выращивается во дворе. Ему осуществляют поклонение как священному растению, а после сезона дождей и праздника Дивали куст туласи ритуально выдаётся замуж за Вишну. В некоторых историях Туласи (в образе богини Вринда) рассматривается как одна из жён Вишну наравне с Лакшми. Однако Лакшми настолько ревнива, что оставляет Туласи за дверью. Лакшми проживает в доме вместе с Вишну, в то время как туласи цветёт во дворе. Лакшми также отождествляется с фруктами бильвы. Легенда гласит, что Лакшми дала обет посвятить Шиве тысячу лотосов. Чтобы проверить её преданность, Шива спрятал один из лотосов, приготовленных для подношения. Когда Лакшми обнаружила, что одного цветка не хватает, она отдала одну из своих грудей, воспетых поэтами как цветы лотоса, и предложила её Шиве. Довольный жертвой, Шива превратил грудь Лакшми во фрукт бильвы и решил, плод бильвы, как и её листья, будут неотъемлемой частью поклонения в его честь.
Пуджи в честь Лакшми проводятся по пятницам. Главная забота о поклонении богине лежит на женской части семьи. В пятницу женщины-вайшнавы встают рано утром для воспевания богини и получения её благословения. Днём проводится пуджа, читаются шлоки и имена Лакшми. Ночью до наступления следующего дня они не ложатся спать, помятуя Лакшми и произнося ей молитвы и мантры. Во время пуджи Лакшми предлагаются цветы лотоса, сладкая пища и свадебный наряд невесты, особенно носовые кольца. Сладкая пища готовится с маслом и пальмовым сахаром. Индусы избегают на пудже кислых и острых продуктов (лимон и перец чили), которые хранятся вне дома. Последние предназначены для удовлетворения голода нежелательной сестры Лакшми, называемой Алакшми, или богини несчастий.
Азартные игры являются частью традиции почитания Лакшми. Индусы играют в карты и кости, выигрыш в которых зависит от удачи, то есть Лакшми. Один из мифов гласит, что божественная пара Шива и Парвати играли в кости. Шива обратился к Вишну и просил его окутать Парвати майей или заблуждением, чтобы предрешить игру в свою пользу. Парвати же попросила помощи Лакшми. Как ни старался Вишну, удача вместе с Лакшми всегда оказывалась на стороне Парвати.

Туласи в традиции поклонения
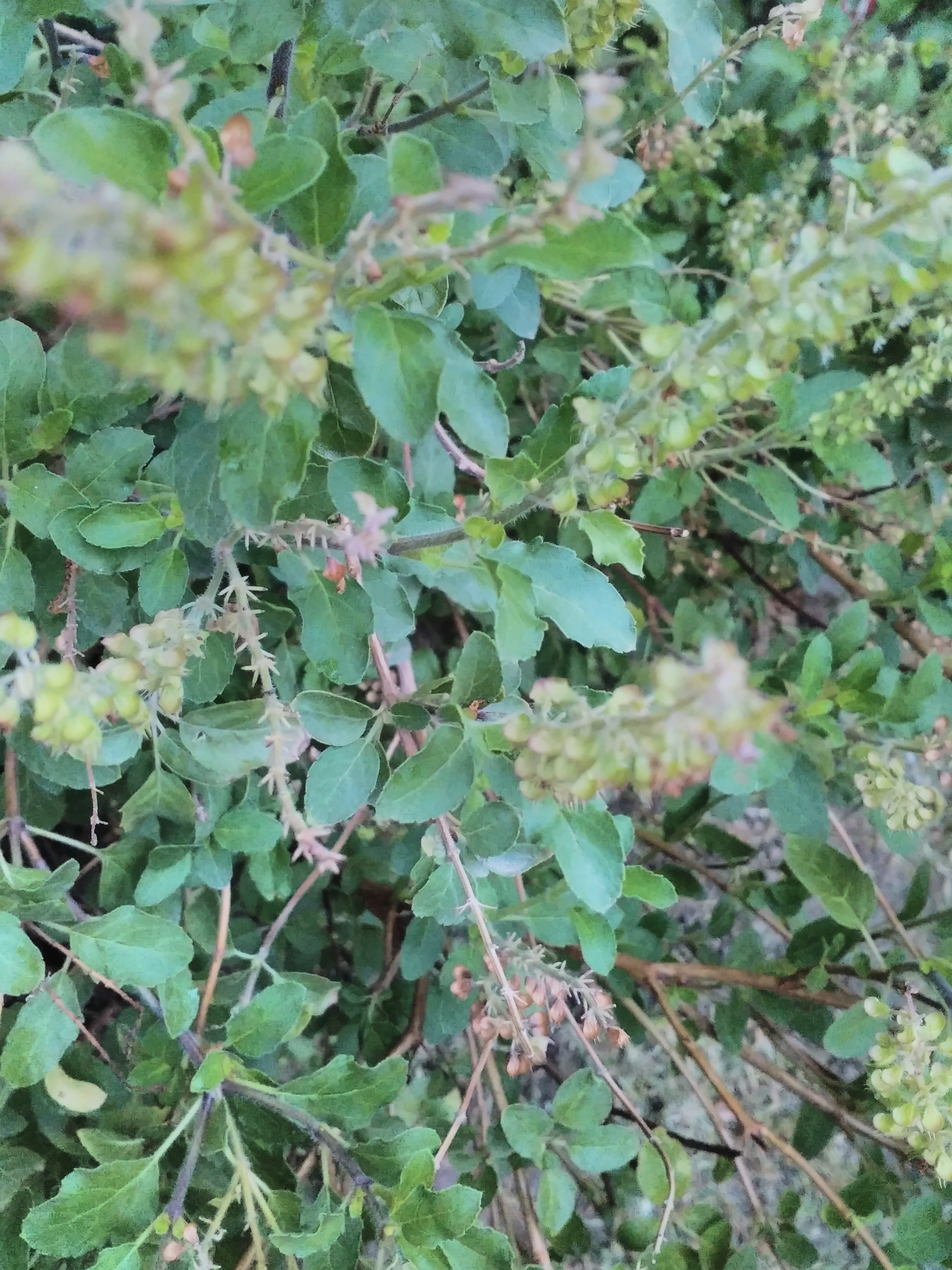
Священное растение туласи выращивают в садах при храмах Вишну
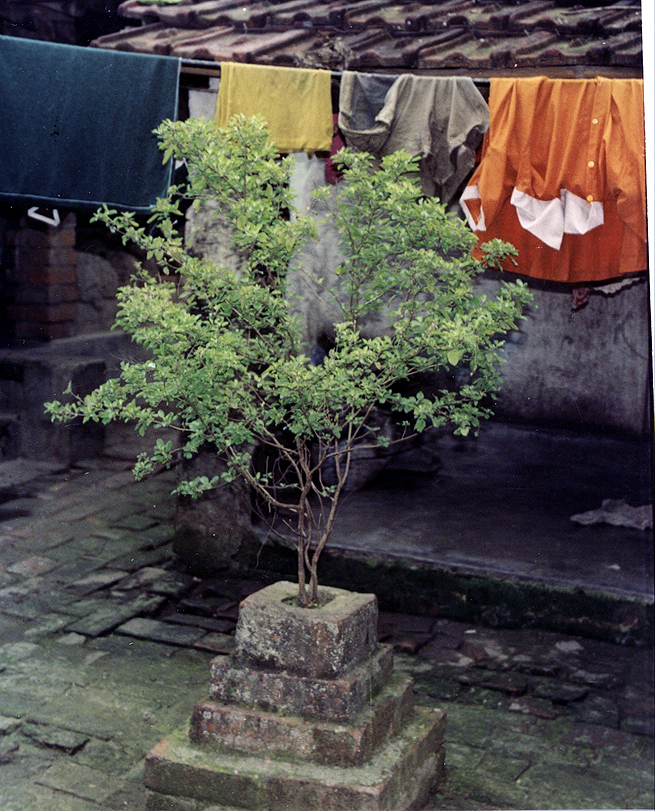
Туласи для проведения пуджи во дворе дома вайшнавской семьи
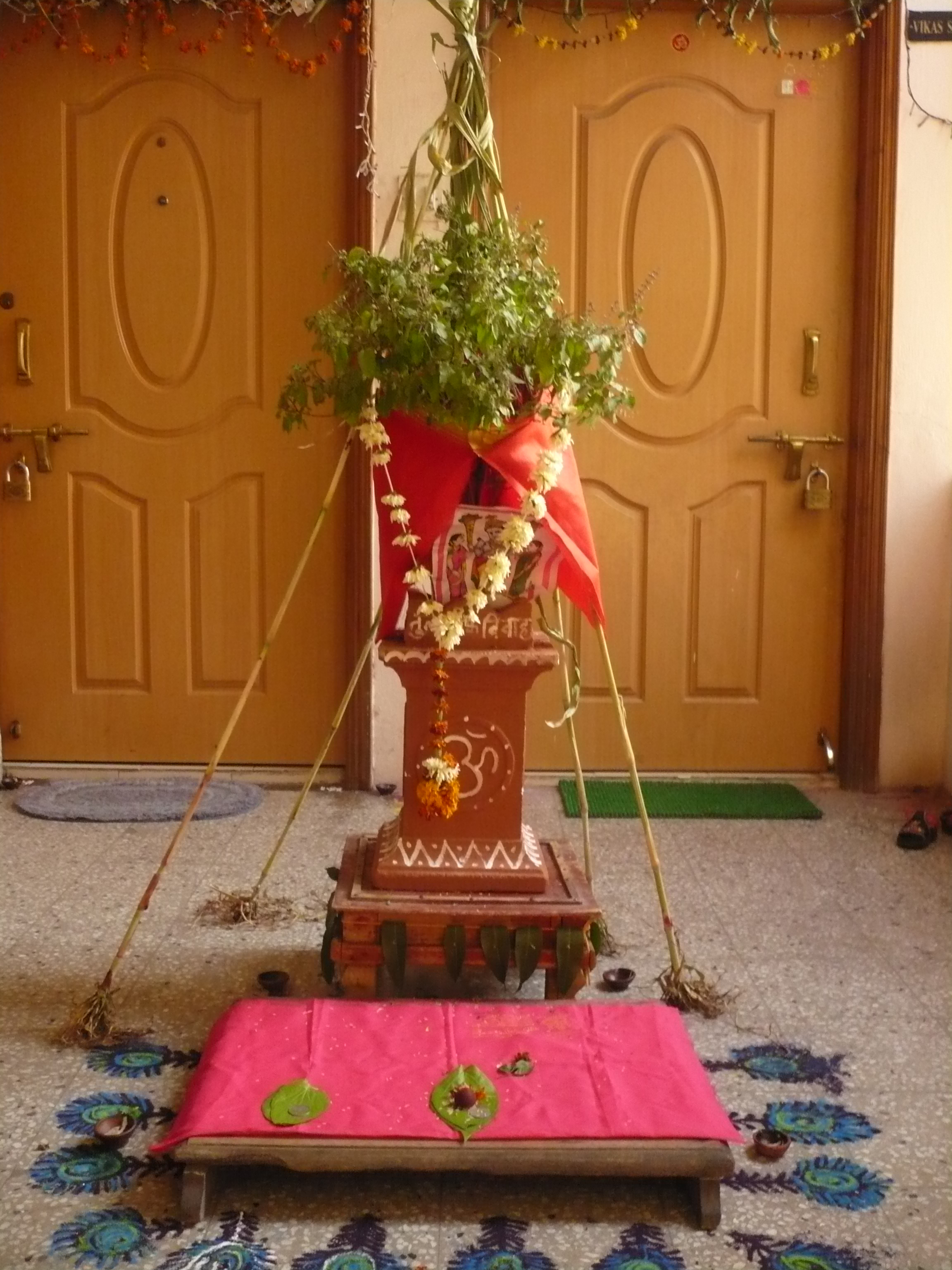
Туласи-вивах, церемония свадьбы туласи с Вишну знаменует конец муссонов и начало свадебного сезона в индуизме
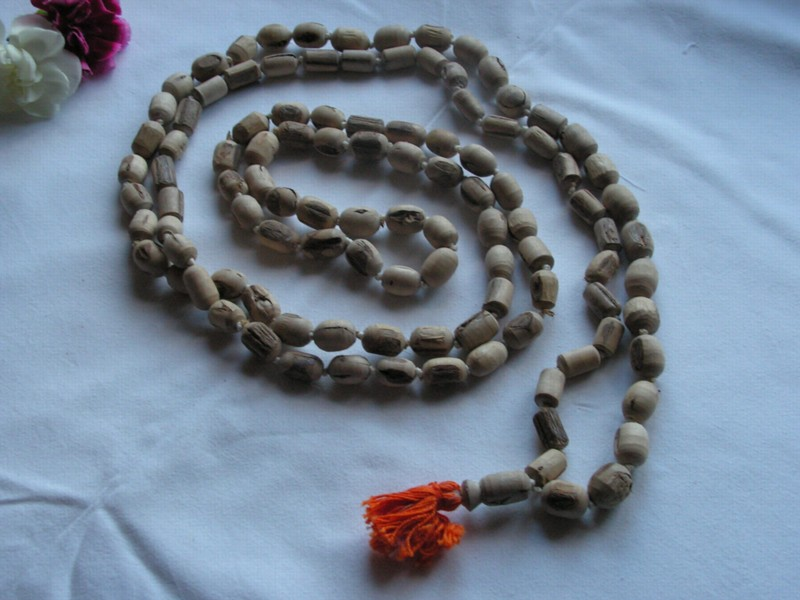
Джапа-мала, чётки из 108 бусин туласи

## Известные действующие храмы в честь Лакшми
Хотя Лакшми — чрезвычайно популярная богиня и её образ можно найти в большинстве домов и деловых зданий в Индии, тем не менее, ей одной посвящено очень мало храмов. Для поклонения богине можно посетить любой храм Вишну или Нараяны. Согласно традиции, один из приделов храма будет посвящён супруге Вишну. Кроме того, в Индии можно встретить парные храмы, посвящённые как Вишну, так и Лакшми. Например, известный Бирла Мандир в Дели. Небольшие храмы Лакшми составляют часть больших храмовых комплексов, посвящённых Вишну. В частности, храмы Лакшми расположены в комплексах Джаганнатха в Пури и Варадараджи в Канчи, Ранганатха в Шрирангаме. Народное творчество гласит, что Лакшми обладает беспокойным и переменчивым характером, поэтому она не может остаться в одном месте. Умиротворение у богини наступает только тогда, когда она оказывается рядом с Вишну. По этой причине поклонение ей происходит в храмах Вишну. Некоторые мифы описывают божественные лилы (игры) в виде «ссор» между супругами, поэтому мурти божеств в одном храмовом комплексе не находятся под одной крышей.
В то же время в крупных мегаполисах построены современные храмовые комплексы в честь Лакшми. Известнейшими из них являются храм Ашталакшми в Ченнае и Махалакшми в Мумбае, а также Ашталакшми в Хайдарабаде. Все они были воздвигнуты во второй половине XX века. В Мумбае Лакшми поклоняются в храме Махалакшми, однако вместе с Лакшми в святилище находятся Сарасвати и Кали. Вместе они представляют три аспекта богини-матери: щедрость, мудрость и силу. Отсутствие в храме образа Вишну и наличие статуи льва (ездового животного Дурги) перед храмом указывает на то, что главное божество храма не является богиней богатства, а скорее, самостоятельной богиней, олицетворяющей весь мир. Местная легенда гласит, что в 1790-е годы на побережье Бомбея англичане безуспешно строили дорогу. Океанские приливы регулярно разрушали фундамент, в результате чего она не могла быть закончена. Однажды ночью чернорабочему, задействованному на стройке, приснилась Лакшми, которая велела ему откопать мурти богини, затерянное под дорогой, и построить на том месте святыню. После выполнения воли богини возникла святыня в честь Деви-махатмья, а строительство дороги было завершено. Храм открылся в 1831 году и был построен на средства одного из местных торговцев.
| Храм                                  | Местоположение                     | Координаты                      | Веб-сайт |
| ------------------------------------- | ---------------------------------- | ------------------------------- | -------- |
| Arulmigu Mahalakshmi Temple           | Ченнаи, Тамилнад                   | 12°59′33″ с. ш. 80°16′14″ в. д. | Ссылка   |
| Sri Ashtalakshmi Temple               | Хайдарабад, Телингана              | 17°21′53″ с. ш. 78°32′52″ в. д. | Ссылка   |
| Sripuram Golden temple of Mahalakshmi | Веллуру, Тамилнад                  | 12°52′24″ с. ш. 79°05′18″ в. д. | Ссылка   |
| Храм Лакшми-Нараян (Бирла Мандир)     | Нью-Дели, Дели                     | 28°12′36″ с. ш. 83°59′37″ в. д. |          |
| Shri Mahalakshmi (AmbaBai) Temple     | Колхапур, Махараштра               | 16°42′00″ с. ш. 74°14′00″ в. д. | Ссылка   |
| Lakshmi Devi Temple                   | Доддагаддувалли, Карнатака         | 13°05′46″ с. ш. 76°00′06″ в. д. |          |
| Shree Mahalakshmi Temple              | Мумбаи, Махараштра                 | 18°58′40″ с. ш. 72°48′24″ в. д. | Ссылка   |
| Sri Padmavathi Ammavari Temple        | Тиручанер, Тирупати, Андхра Прадеш | 13°41′00″ с. ш. 79°20′50″ в. д. | Ссылка   |
| Goravanahalli Mahalakshmi Temple      | Тумкур, Карнатака                  | 13°28′20″ с. ш. 77°16′59″ в. д. |          |
| Kaila Devi Temple                     | Караули, Раджастхан                | 26°20′06″ с. ш. 76°53′38″ в. д. | Ссылка   |

В ряде штатов действуют храмы, посвящённые отдельным воплощениям или ипостасям Лакшми. Например, храм Падмвати возле Тирупати, которой поклоняются как супруге Венкатешвары. В некоторых случаях образ местного женского божества, по всей видимости, слился с общеиндийским пантеоном. В результате женские божества стали уподобляться Лакшми. Примером является храм Кайла Деви в Караули (Раджастхан). Во многих регионах Индии местные богини, отождествляемые с Лакшми, носят смешанный характер. В частности, Махараштре находится группа храмов Лакшми, однако её почитают как верховную богиню-мать «Ади-Майя-Шакти» или первоначальное воплощение иллюзии и силы. В подобных храмах богиня больше ассоциируется с жёсткими и силовыми качествами Дурги, нежели скромными и домашними, как у Лакшми. В деревенских храмах её именуют просто «Амба» или «Мать».
Известные храмы Лакшми
|                  |                   |                |                      |                            |                    |                                    |                             |
| Ченнаи, Тамилнад | Веллуру, Тамилнад | Нью-Дели, Дели | Колхапур, Махараштра | Доддагаддувалли, Карнатака | Мумбаи, Махараштра | Тиручанер, Тирупати, Андхра-Прадеш | Караули (округ), Раджастхан |

## Гимны и молитвы, посвящённые Лакшми

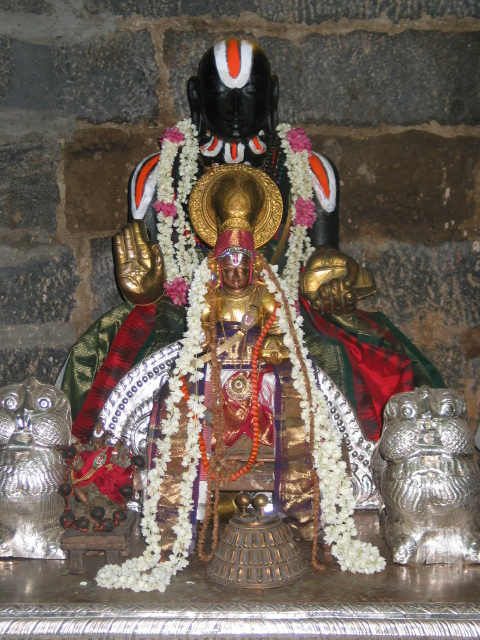
Мурти учителя шри-вайнавизма Ведантадешики, автора популярного гимна Лакшми

Лакшми упоминается в ряде священных гимнов, таких как Шри-сукта в Ригведе, Канакадхара стотра, сочинённая Шанкарой в IX веке, и Шри стути, составленная Ведантадешикой для восхваления Лакшми в XIII веке. Предание гласит, что Шанкара, будучи санньяси, ходил от дома к дому, прося милостыню. Женщина в одном из домов была столь бедна, что могла предложить лишь зёрнышко риса. Из сострадания к ней Шанкара сочинил Канакадхара стотра в честь Лакшми, декламация которой вызвала поток воды (дхара) и золота (канака) во дворе бедного дома. Аналогичная история связана с Ведантадешикой. Его ученик нуждался в деньгах на свадьбу, а поскольку Ведантадешика сам был бедным, он сочинил для Лакшми Шри стути, после чего на просителя пролился дождь из золотых монет. Несмотря на чудо, Ведантадешика остался верен нестяжательству и даже не взглянул на деньги.
В ходе ритуалов Лакшми исполняются гимны (стотры), читаются молитвы и шлоки в честь Лакшми. К традиционным, наиболее часто исполняемым относится несколько текстов:
| Наименование                    | Содержание                                                 | Предполагаемые авторы | Образец воспроизведения |
| ------------------------------- | ---------------------------------------------------------- | --------------------- | ----------------------- |
| Sri Mahalakshmi Ashtakam        | Гимн приветствия Лакшми                                    | Ведантадешика         | Ссылка на аудио         |
| Sri Lakshmi Sahasaranama Stotra | Имена Лакшми                                               | Кумары                | Ссылка на аудио         |
| Sri Sthuthi                     | Шлока в честь Лакшми                                       | Ведантадешика         | Ссылка на аудио         |
| Sri Lakshmi Sthuthi             | Шлока от имени Индры                                       | Господь Индра         | Ссылка на аудио         |
| Sri Kanakadhara Stotra          | Гимн в честь Лакшми                                        | Шанкара               | Ссылка на аудио         |
| ChathusSloki                    | Четыре шлоки в честь Лакшми                                | Ямуначарья            | Ссылка на аудио         |
| Narayani Stuti                  | Шлока в честь супруги Нараяны                              | Неизвестно            | Ссылка на аудио         |
| Деви-махатмья                   | Часть Маркандея-пурана, прославляющая Лакшми (78-90 главы) | Маркандея             | Ссылка на аудио         |

## Праздники Лакшми
Осенью после четырёх месяцев муссонных дождей в Индии отмечается праздник Наваратри (сентябрь—октябрь). В течение девяти ночей богиню-мать призывают в девяти различных формах. Считается, что  богиня Дурга сражалась с демоном в образе буйвола девять дней подряд. В последний день, известный как Виджаядшами или Дашара, богиня одержала верх. В Бенгалии Дурге поклоняются вместе с её двумя дочерями, которыми считаются Лакшми и Сарасвати, а также её сыновьями, Ганапати и Картикеей. Все вместе они приносят в дом богатство (Лакшми) и знание (Сарасвати), ум (Ганапати) и силу (Картикея). В Южной Индии во время Наваратри праздник богини отмечается трижды по три ночи. В первые три ночи богиня празднуется как Лакшми, во вторые три ночи — как Сарасвати и в последние три ночи — как Кали. В Гуджарате на Наваратри женщины поют и танцуют, отмечая плодородие Бху-деви или богини земли.
Считается, что во время битвы с демоном-буйволом богиня-мать обрела гневную форму. После битвы она отдыхала, её гнев рассеивался и после пробуждения ото сна она возродилась как ослепительная Лакшми на ночь, называемую «Шарад Пурнима». Это ночь полнолуния между Виджаядшами и Дивали, которая приходится на октябрь или ноябрь. Осенняя луна освещает ночную землю, а Лакшми принимает форму Радхи и танцует с Кришной раса-лилу. Кришна играет на флейте, а Радха в божественном экстазе танцует вокруг него. Эта ночь известна как «Котагири», что буквально означает «кто просыпается». Преданные Лакшми не спят всю ночь, чтобы на рассвете приветствовать богиню. В храмах бьют в барабан в радостном ожидании восхода солнца. В Бенгалии и Ориссе на Шарад Пурнима проводят специальную пуджу в честь Лакшми, чей образ устанавливается под навесом. В других регионах Индии, прежде всего, на Севере, преданные Лакшми готовятся две недели и приветствуют богиню богатства на праздник Дивали. Шарад-пурнима также называют «Кумара-пурнима», он является праздником урожая и знаменует конец сезона дождей.
Дивали или Дипавали, праздник огней, является самым популярным празднованием Лакшми. Он проводится в течение пяти ночей в приход новой луны после Шарад Пурнима в октябре или ноябре. Ночами преданные зажигают масляные светильники, взрывают петарды, зажигают благовония и раздают сладости. Яркий свет, громкие звуки, благовонные ароматы и сладкий вкус должны вытеснить злые силы и привлечь благополучие в дом. Каждая из пяти ночей отмечается по-своему. В «Дхантерас», тринадцатый день уходящей луны, золото, серебро, посуда и металлическая утварь доставляются в дом и выставляются на общее обозрение, что считается материальным проявлением Лакшми. В «Нарака Чатурдаши» считается, что Кришна расправился с демоном Наракой. В этот же день богиня Кали превращается в Лакшми. На «Амавасья» или новолуние проводится пуджа для Лакшми. Отмечается рождение Лакшми из вод молочного океана. На «Бали пратипада» или четвёртый день Дипавали отмечается возвращение Бали на землю. Этот же день празднуется как «Аннакута» в храмах Северной Индии. Огромное количество пищи в виде готового риса и сахарных шариков складывается в горы в качестве символа щедрости земли. «Яма Двития» или вторая ночь новой луны, отмечается тем, что братья посещают своих сестёр и радуют их подарками. Женщины рассматриваются как частичные воплощения Лакшми. В дни Дивали дом полностью прибирается и моется, а порог дома украшается цветными узорами (ранголи) и благоприятными символами. Листья манго и цветы календулы в гирляндах протягивают вдоль дверного проёма. Перед ночью люди украшают свои дома, надевают новую или лучшую одежду и освещают лампами и свечами дома внутри и снаружи. Лакшми приглашается в дом, чтобы она пребывала в нём в течение года. Фейерверк, торжественный ужин, обмен подарками между членами семьи и друзьями символизируют благополучие и процветание.
«Вара-лакшми врата» или «Варалакшми номбу» — праздник, когда преданные обращаются за благословением к Лакшми. Вара-лакшми является милосердным образом богини. В пятницу, предшествующую полной луне (сентябрь—октябрь), женщины выполняют специальную пуджу для Вара-лакшми. Богиню просят о деньгах, пище, имуществе, здоровье, детях, благополучии мужа, счастье и мире. В ходе пуджи воспеваются 108 имён богини (сахасранама). Никто не покидает место ритуала до его завершения, чтобы не огорчить беспокойную богиню. Пуджа популярна в штатах южной Индии — Карнатаке, Андхра-Прадеше, Телингане и Тамилнаде.
Онам (август—сентябрь) является крупнейшим праздником в южноиндийском штате Керала. Несмотря на его индуистский характер, он стал популярен среди всех местных конфессий. На севере в Пенджабе его называют «Вайсакхи» или «Байсакхи», праздник урожая и Нового года. Утром все члены семьи собирают символы Лакшми: зеркало, рис, золото, фрукты, овощи, воду и цветы. На Онам отмечают появление царя асуров Бали из подземного мира. Вместе с ним приходит новый урожай и процветание (Лакшми). Хотя праздником непосредственно не связан с богиней, он иллюстрирует древний миф о проживании Лакшми (богатства) вместе с асурами в подземном мире до пахтанья молочного океана.
Праздники Лакшми
|                      |                                                        |                          |                              |                             |
| Танцы на «Наваратри» | Женщины совершают ритуал для туласи на «Шарад Пурнима» | «Дивали»: праздник огней | Пуджа на «Вара-лакшми врата» | Карнавал в Керале на «Онам» |

## Мантры Лакшми
На праздники Лакшми читаются мантры, гимны, молитвы, шлоки. К наиболее распространённым относятся несколько.
| Мантра                             | Содержание | Комментарий |
| ---------------------------------- | --- | --- |
| Lakshmi Beeja Mantra               | Shreem | Биджа-мантра с повторением имени Лакшми: Шри, другие имена, которые могут повторяться — Клим, Хрим, Крим                                       |
| Lakshmi Beeja Mantra               | Om Hreem Shreem Lakshmibhayo Namah                                                                                           | Расширенная биджа-мантра с повторением имён: Хрим, Шрим, Лакшми                                                                                |
| Lakshmi Beeja Mantra               | Om Shring Shriye Namah | Еще одна биджа-мантра с повторением имён Лакшми                                                                                                |
| Lakshmi Mantra                     | Om Hring Shring Kreeng Shring Kreeng Kling Shring Mahaalakshmi Mam Grihe Dhanam Pooray Pooray Chintaayai Dooray Dooray Swaha | Мантра читается во время пуджи для устранения мирских препятствий и приглашения богатства в дом                                                |
| Lakshmi Mantra                     | Om Shreem Hreem Shreem Kamle Kamalalaye Praseed Praseed                                                                      | Мантра Лакшми для обретения процветания |
| Lakshmi Mantra                     | Om Mahalakshmi Namah | Приветствую богиню Лакшми |
| Lakshmi Gayatri Mantra             | Om Shree Mahalakshmyai Cha Vidmaahe Vishnu Patnayai Cha Dheemahi Tanno Lakshmi Prachodayat                                   | «Солнечная» мантра Лакшми: я поклоняюсь богине Лакшми, которая является Шри и супругой Вишну; благослови меня мудростью, удачей и процветанием |
| Maha Lakshmi Mantra                | Om Sarvabaadhaa Vinirmukto, Dhan Dhaanyah Sutaanvitah; Manushyo Matprasaaden Bhavishyati Na Sanshayah                        | Великая Лакшми, разрушь все неприятности и благослови прекрасным и процветающим будущим                                                        |
| Maha Lakshhmi Mantra (tantric)     | Om Shring Hring Kling Aing Saung Om Hring Ka A Ee La Hring Ha Sa Ka Ha La Hring Sakal Hring Saung Aing Kling Hring Shring    | Тантрическая мантра для обретения милости Великой Лакшми                                                                                       |
| Lakshmi Narasimha Mantra           | Om Hring Kshraung Shring Lakshmi Nrisinghay Namah; Om Kling Kshraung Shring Lakshmi Devyai Namah                             | Поклонение Вишну в образе Нарасимхи вместе с его супругой богиней Лакшми                                                                       |
| Ekdashakshar Siddha Lakshmi Mantra | Om Shring Hring Kling Shring Sidhda Lakshmyai Namah                                                                          | Мантра, предназначенная для слияния с божеством и обретения его качеств (сиддхи)                                                               |

## Алакшми

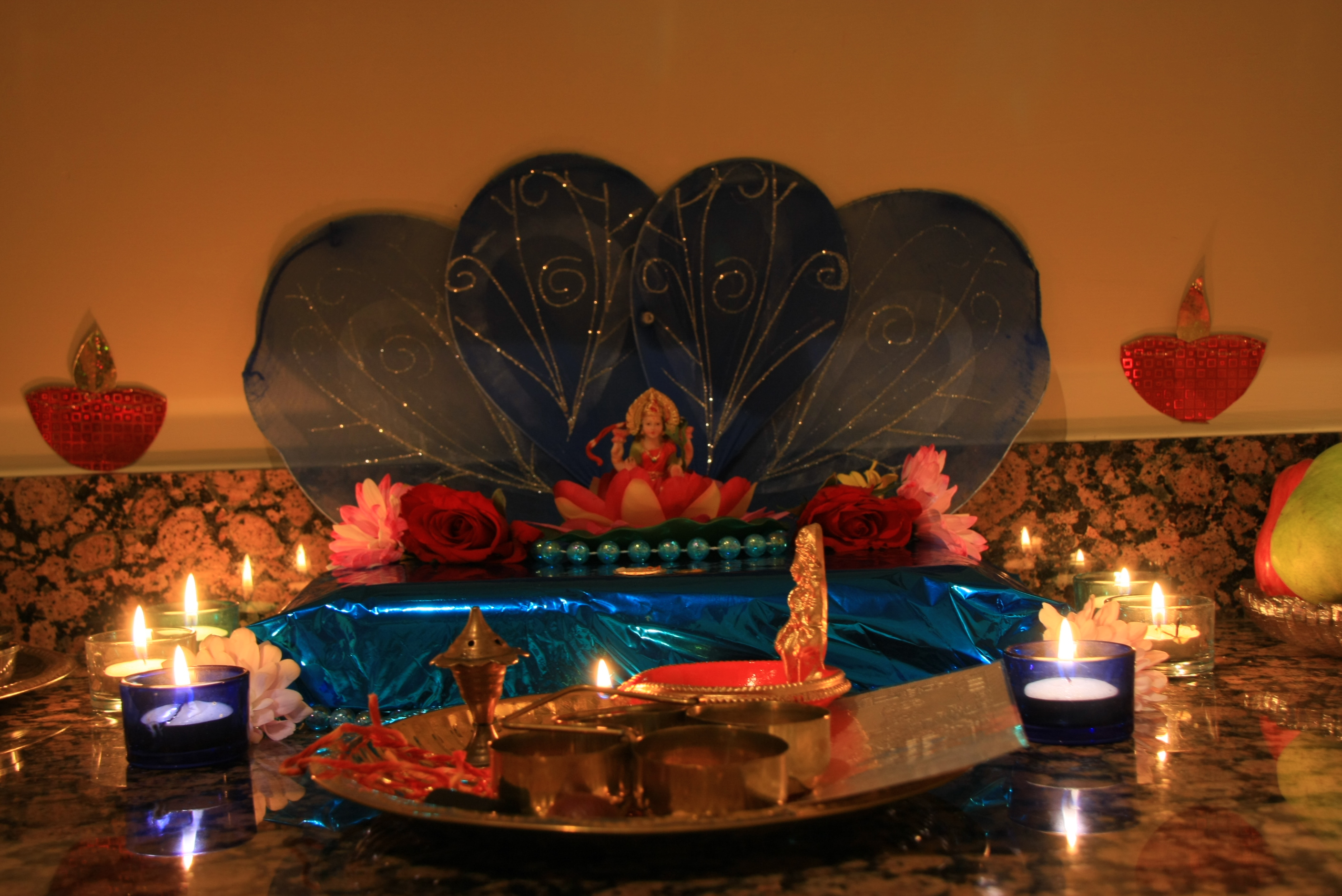
Пуджа в честь Лакшми проводится дома на праздник Дивали

Алакшми (санскр. अलक्ष्मी, IAST: Аlakṣmī) — богиня-антипод Лакшми, олицетворяющая несчастье, неудачу, бедность и злой рок. В иконографии Алакшми изображают как старая голая и неопрятная женщина с морщинистым лицом. Её ездовое животное — дряхлая ослица. В мифологии Алакшми считается старшей сестрой (иногда сестрой-близнецом Лакшми). Согласно Самудра-матхане в Махабхарате и Калки-пуране, она считается второй женой демона Калки, олицетворяющего Кали-югу. Согласно традиции Алакшми приносит в дом бедность и ссоры. Во избежание семейных проблем перед почитанием Лакшми совершают ритуал Алакшми. Ей подносят острую и кислую пищу (перец и лимон), которую предлагают за порогом дома. В ряде мест, в частности в Бенгалии, в праздник Наваратри, перед началом пуджи в честь Дурги, а также после пуджи в честь Сарасвати, почитают Алакшми, чтобы отвести беду. После чего моют ноги, совершают ритуальное очищение, чтобы совершить пуджу Лакшми и пригласить её в дом.

Жилище того человека, кто выслушал и кто прочел историю о рождении Лакшми, на протяжении трех поколений не покинет Шри. В те дома, где читают гимн, [посвященный Шри], никогда не проникнет [богиня несчастья] Алакшми, источник ссор… Алакшми никогда не утвердится в помыслах тех мужей, кто ежедневно читает гимн Лакшми, изошедший из уст Индры; [Гимн Лакшми] является источником всяческого благополучия.
— Вишну-пурана, Книга I, Глава XI